# Œuf à la coque
Pour les articles homonymes, voir Coque et Œuf.

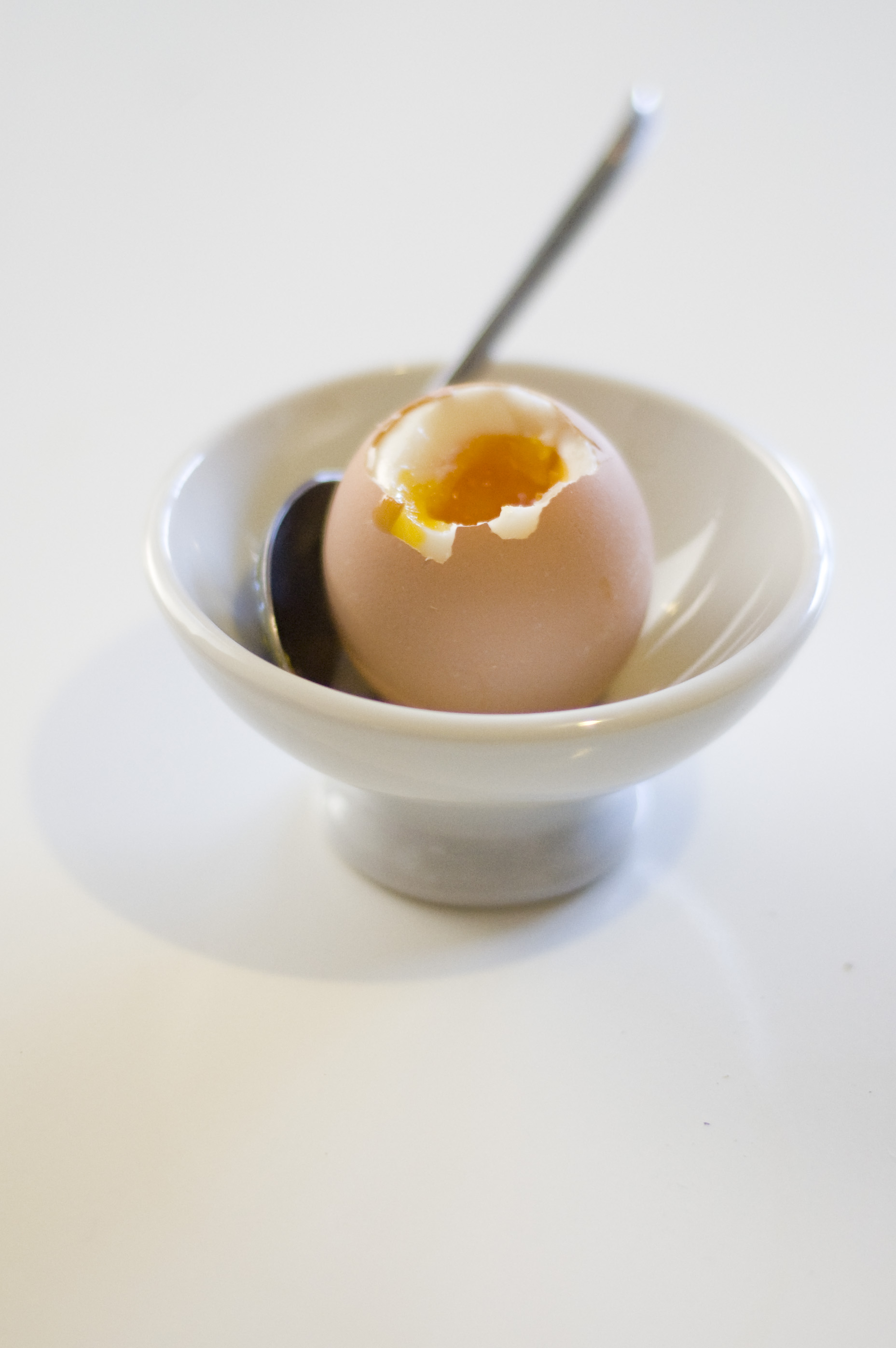
Un œuf à la coque.

Un œuf à la coque, ou œuf mollet au Canada, est un œuf entier cuit dans sa coquille, de telle sorte que le blanc soit peu coagulé encore souple et le jaune coulant. Il est un des niveaux de cuisson classique de l'œuf entier dans sa coquille, qui va de l'œuf cru et l'œuf tiède cru (non coagulé) à l'œuf dur (totalement coagulé, ferme), en passant par l'œuf mollet (blanc ferme, jaune moelleux),,.
L'usage veut que l'œuf à la coque se mange chaud, l'œuf mollet chaud ou tiède, l'œuf dur froid.
En 1572, Pierandrea Mattioli écrivait : « Les œufs sains sont ceux qu'on fait cuire en coque, desquels les meilleurs sont les tremblants, qui tremblent comme lait à demi caillé ».[pertinence contestée]

## Histoire

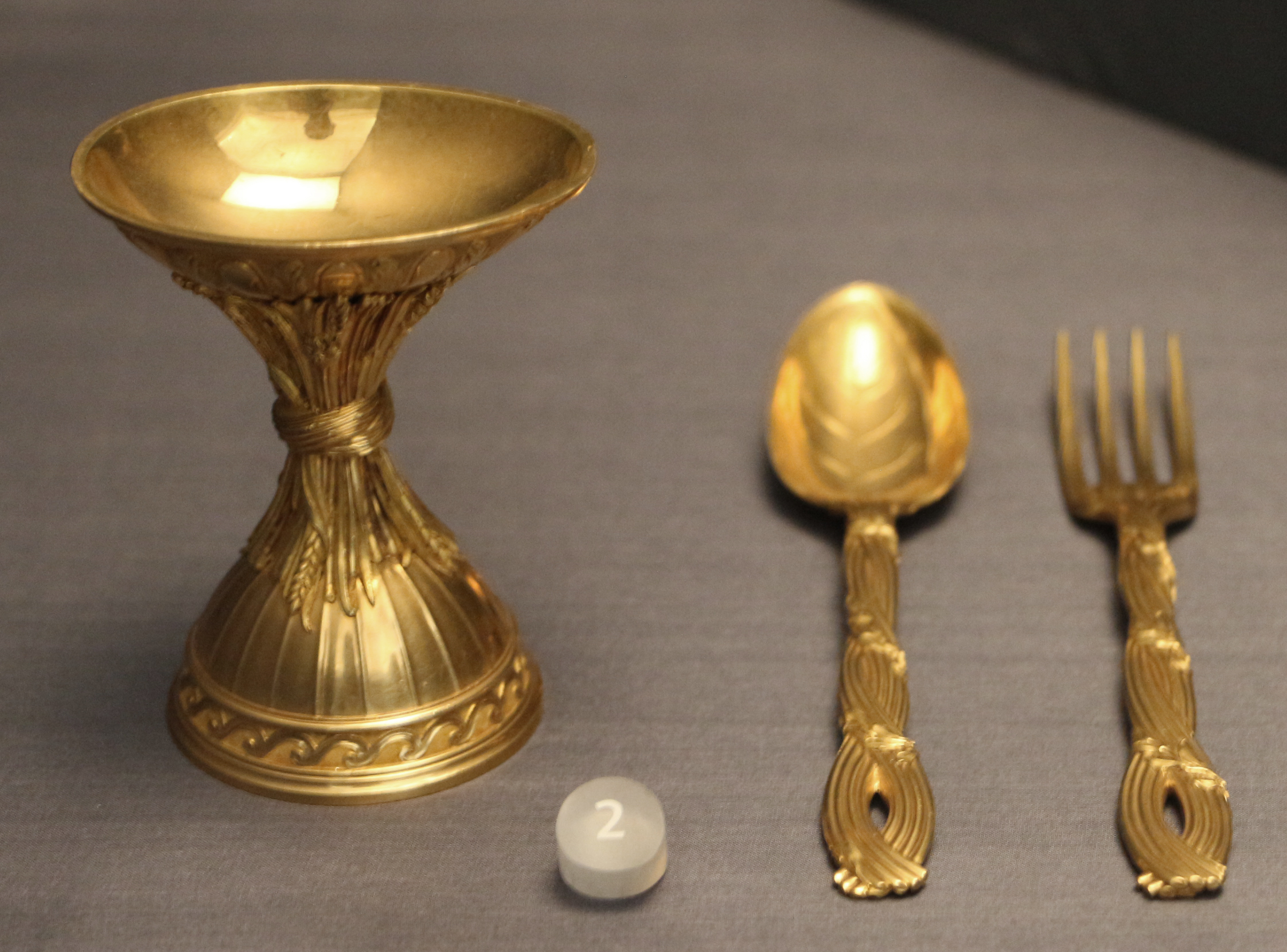
Coquetier pour œuf horizontal et couvert à œuf à la coque par François Thomas Germain.

À en croire la découverte d'un coquetier à Cnossos, l'œuf à la coque aurait été consommé durant le minoen ancien. Sous l'antiquité romaine Ovide et Martial cuisent l'œuf entier sous la cendre chaude ; ils sont servis au début du repas. L'existence du coquetier est attestée à Rome,. Le terme « œuf bouilli » est parfois utilisé pour désigner l'œuf à la coque au XVIIe siècle.
En 1843, on lit dans Fêtes et souvenirs du congrès de Vienne que Talleyrand était, depuis Louis XV, le seul homme en Europe qui ouvrait un œuf à la coque « d'un seul coup du revers de son couteau ». Puis plus tard, Jules Gabriel Janin prête à Louis XV « l'habileté de casser la coque d'un œuf qui fut pour les provinciaux un bonheur d'assister au dîner de la cour », et dans les années qui suivent Louis XV en mange tous les dimanches, ne rate jamais son coup de fourchette et y trempe des mouillettes en biscuit,,.

## Types d'œufs utilisés

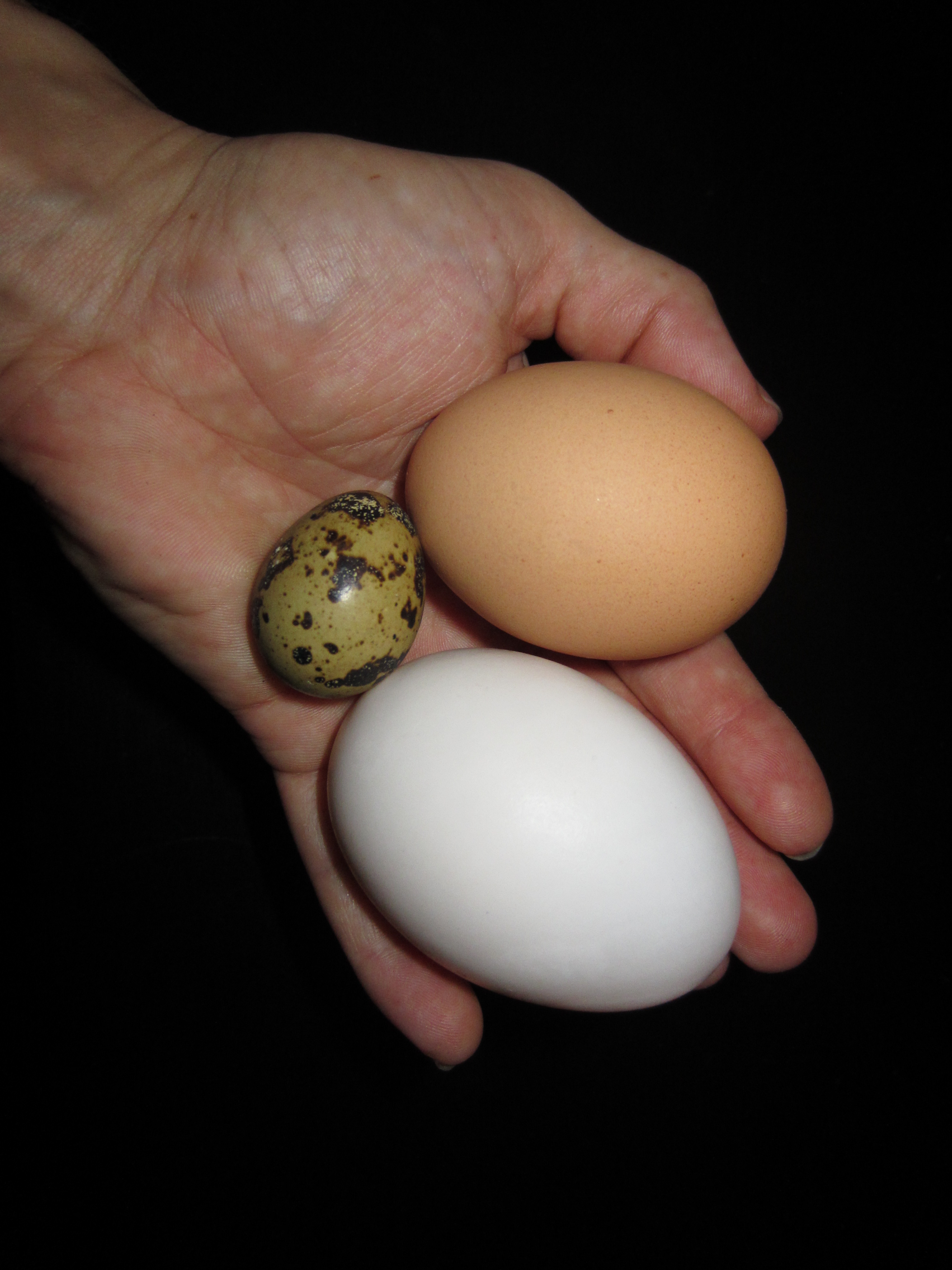
Œufs de caille, de poule et de cane (le plus gros).

Le médecin grec Oribase écrivait au IVe siècle : « Les œufs frais sont meilleurs que les vieux, et ceux qui sont peu cuits sont préférables à ceux qui le sont beaucoup ». Ce précepte est repris par l'école de Salerne, première école de médecine du Moyen Âge européen (frais et mollets). Le docteur Pierre Vachet (2012) confirme l'excellente digestibilité de l'œuf à la coque et que l'œuf doit être très frais (chambre à air de l'œuf la plus petite possible). Les œufs sales, fêlés ou douteux doivent être éliminés.
Marcel Prévost exige que les œufs soient pondus de la veille ; Escoffier dit qu'ils doivent être pondus du matin. Il ajoute : « pour obtenir des œufs d'un goût parfait, les poules doivent être nourries soit avec du riz, de l'avoine, de l'orge, du maïs. On ne doit pas oublier que la nature de l'aliment absorbé par la poule influe sur l'œuf et lui donne un goût plus ou moins agréable ». La façon dont les poules sont élevées et leur race auraient aussi une incidence sur la taille de l'œuf et la couleur du jaune.
L'albumen de l'œuf (couramment nommé blanc d’œuf) est plus ou moins riche en eau selon les oiseaux et sa coagulation varie selon les œufs mis à cuire : l'albumen de l'œuf de vanneau, totalement incolore, comme celui de l'œuf de mouette, reste moelleux après 8 à 10 min de cuisson ; l'œuf de vanneau à la coque est servi avec le blanc solide et le jaune mollet. L'œuf de mouette à la coque ou l'omelette d'œufs de vanneau (en mélange avec des œufs de poule) sont tenus en haute estime par les gastronomes,,. Hector Malot écrit : « à la première bouchée il lui sembla qu'elle n'en avait jamais mangé d'aussi bon, [...] les marmitions de ses rêves ne pourraient certainement pas faire quelque chose qui approchât cet œuf de sarcelle à la coque cuit sous les cendres » (1897).
« Après les œufs des poules, les meilleurs sont ceux des perdrix et faisans, [...] les pires sont ceux des canards, des oies, des grues et autres oiseux de rivière car ils chargent l'estomac, engendrent grosses humeurs et font de dure digestion [...] Ceux des paons et autruches sont très mauvais de gout, fâcheux, de difficile digestion, ennemis de la nature de l'homme » (Les Commentaires sur les six livres de Dioscoride).
La cuisson des œufs de caille à la coque est un peu plus longue que celle des œufs de poule : dans l'eau bouillante, 3 à 4 min pour l'œuf à la coque et 7 à 9 min pour l'œuf mollet.
D'après des chercheurs nigérians (2022), les œufs bouillis d'élevage les plus riches en protéines sont par ordre décroissant : l'œuf de pintade, l'œuf de caille, l'œuf de dinde, le score le plus bas étant celui du poulet local nigérian.

## Cuisson
« L'œuf à la coque est une merveille dont la réussite ne dépend que de 2 facteurs : la cuisson et la qualité de l'œuf ». Les physiciens ont étudié les paramètres qui interviennent dans la coagulation du blanc et du jaune d'œuf de poule : température interne et externe de l'œuf, pression, durée d'exposition à la chaleur, volume de l'œuf.
L'extrémité la plus ronde de l'œuf est percée de façon à atteindre la chambre à air et à trouer la membrane coquillière externe. L'air pourra s'échapper pendant la cuisson qui dilate le contenu de l'œuf et le blanc cuit n'aura pas la trace concave de la chambre à air. L'opération aurait également le mérite d'éviter que l'œuf ne se fissure (affirmation discutée). Le trou se fait à l'aide d'un pique-œuf qui ne peut pas pénétrer profondément dans l'œuf ni attaquer la membrane interne, risque que présente une aiguille. Le pique-œuf est un ustensile d'utilisation courante en Allemagne (Eierpieker), beaucoup moins ailleurs.

### Température et durée

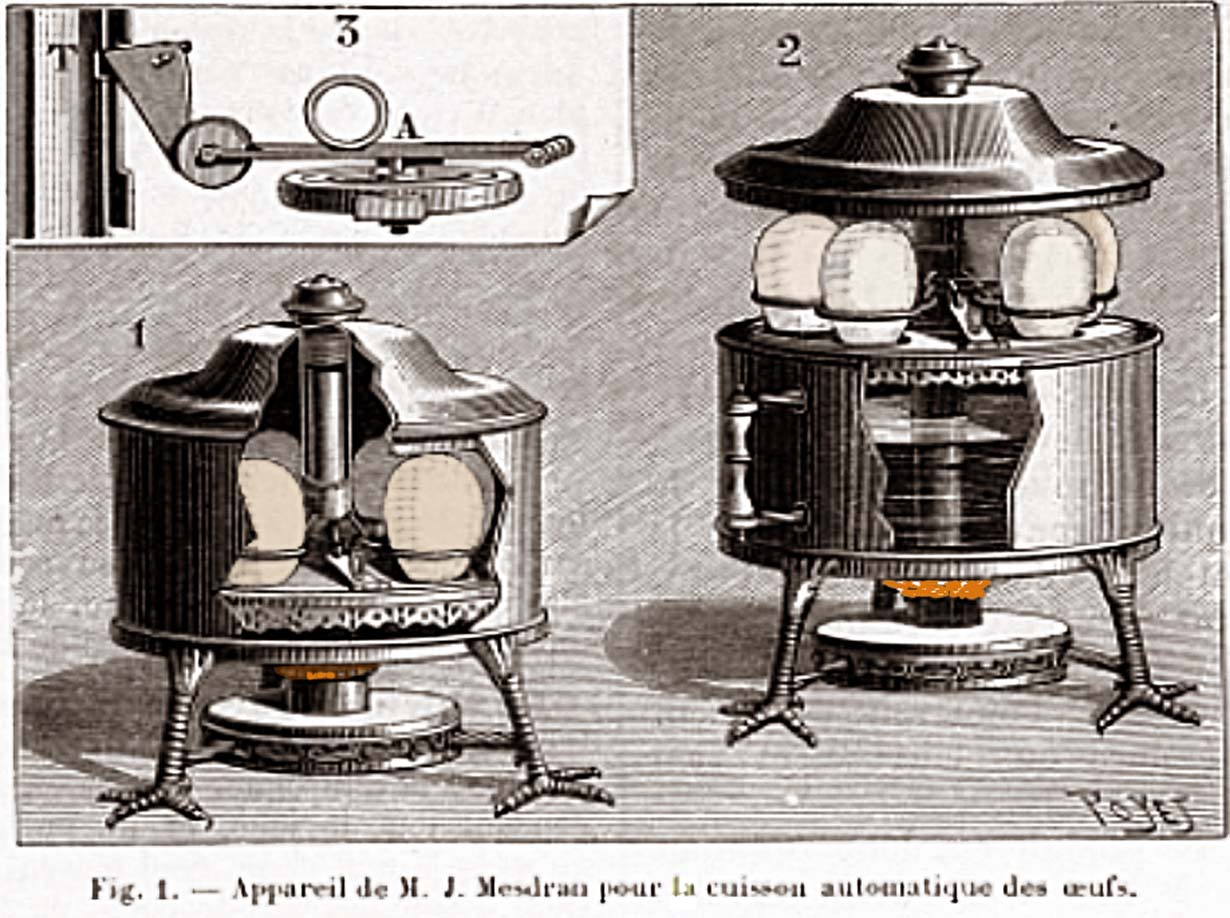
Le premier cuiseur à œufs automatique de J. Mesdran (1892) cuit les œufs à.

Ces paramètres sont connus pour les œufs de poule, ils varient en fonction de : 
1. la température initiale de l'œuf ; si les œufs sont conservés dans un réfrigérateur, les sortir 30 min avant la cuisson[31].
2. du volume de l'œuf ; le poids moyen d'un œuf de poule est 60 g. Pour un gros œuf (80 g), il convient d'augmenter le temps de cuisson d'environ 1 min, inversement de le réduire pour un petit œuf (50 g)[32].
3. de la pression ambiante. Par exemple, au sommet du mont Blanc (4 806 m), l'eau bout à 85 °C ; il faut donc compter 6, 8 et 14 min pour les cuissons coque, mollet et dur dans une casserole à pression ambiante[33].

Les protéines des blancs d'œufs coagulent à partir d'environ 61,8 °C, alors que celles du jaune coagulent à partir de 61 °C, mais en trop faible quantité pour qu'on voie un effet ; le début d'un effet visible se fait vers 66°C. À chaque température correspond un résultat différent. Toutefois, la cuisson à ces basses températures exige du temps : la cuisson d'un œuf à 65 °C demande au minimum 90 min. Sachant que le blanc de l'œuf conduit mal la chaleur (cuit à l'eau bouillante entre 3 et 4 min, l'œuf a un blanc dur et un jaune à peine chaud), et qu'elle coagule en s'épaississant à 70 °C, J. Mesdran invente en 1892 un œufrier automatique à cuisson réglable qui chauffe à 80 °C par mise à ébullition d'un mélange d'eau et d'alcool et qui, selon la température initiale, cuit des œufs à la coque (jaune chaud) en 7 à 12,5 min .
La cuisson dans des eaux à plus basse température, vers 70 °C comme les eaux de sources chaudes (onsen tamago) donne un œuf au jaune cuit et au blanc nacré. Le physicien britannique Nicholas Kurti a montré que le chauffage d’œufs à 59 °C pendant 15 minutes permettait de tuer des salmonelles qui y avaient été introduites, et le physico-chimiste français Hervé This a proposé initialement l'"œuf parfait", à 65 °C, avant d'introduire les œufs à XX°C (où à chaque degré correspond un état particulier de cuisson des œufs). L’œuf à 65 °C n'a pas convaincu le chef anglais Heston Blumenthal (« le blanc est gélatineux et le jaune pâteux »), mais si ce dernier a obtenu un jaune pâteux, c'est que la température était plutôt supérieure à 67 °C. Le chef Eric Fréchon, qui savait que le défaut de consistance pouvait déplaire, les cuisait à 68 °C. Inversement, le chef Pierre Gagnaire a montré l'étendue des possibilités du jaune d’œuf à 68 °C lors d'une conférence de l'Université populaire où Hervé This avait préparé 1 kg de ce jaune.
La digestibilité de la pepsine et de la pancréatine de l'œuf à la coque augmente significativement lorsque la température de cuisson est supérieure à 65 °C (149 °F).

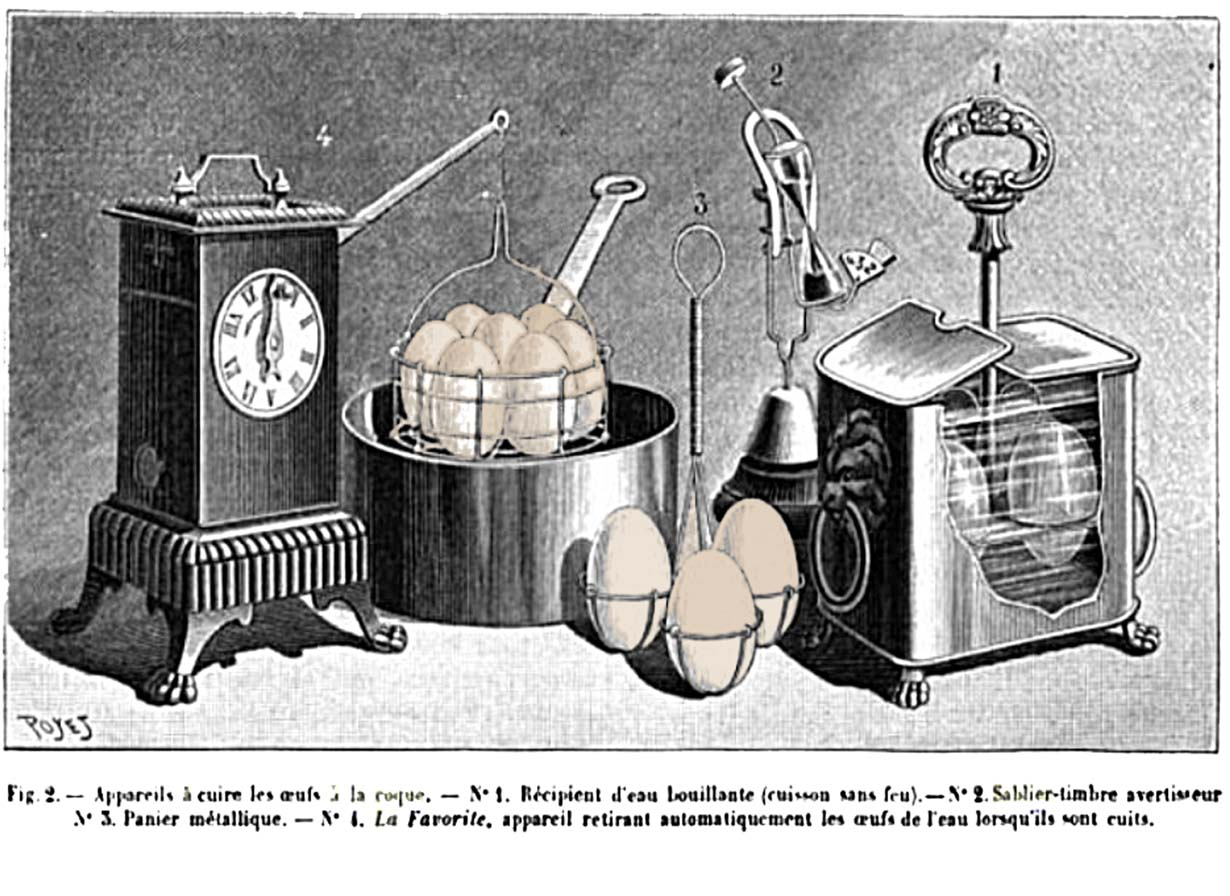
Mesure du temps de cuisson des œufs à la coque (1890) le no 4 est un minuteur à bras articulé qui sort les œufs en fin de cuisson. Le sablier est équipé d'une cloche.

#### Mesure du temps de cuisson
Pour ce qui est du temps de cuisson dans l'eau bouillante, les étapes sont connues depuis longtemps : après 2 min, début de coagulation et blanc encore liquide, à 4 min le blanc devient solide et de moins en moins digeste. 3 min est la norme, ensuite chacun compte les secondes. Le sablier, ou sablier 3 minutes, est traditionnellement l'instrument soutenable de mesure du temps de cuisson de l'œuf à la coque ; il y avait néanmoins d'autres façons de compter 3 ou 4 minutes (réciter des prières, chanter l'Écharpe de Maurice Fanon prend 3 min et 28 s). À Vienne en 1893, un cuisinier mélomane avait composé une polka de l'œuf à la coque qui durait le temps de cuire un œuf à la coque.
Les montres, les minuteurs (anglais egg timer, allemand Eieruhr horloge à œufs) ont pris la place des sabliers, pour autant qu'à la différence d'Ampère on ne mette pas la montre dans l'eau bouillante et l'œuf dans la main.
Les applications pour smartphone (Perfect Egg timer qui affiche ce qui se passe dans l'œuf pendant l'ébullition et calcule l'altitude exacte, Egg Timer, CookEgg, Egg Calculator...) présentent un double intérêt : elles calculent la durée de cuisson en fonction des principales contraintes paramétrables telles que la taille des œufs, leur nombre, la température de l'œuf, l'altitude ou le degré de cuisson choisi. Ensuite, elles alertent avec précision sur la fin de la cuisson, voire coupent le feu à distance. Ces logiciels pourraient intégrer dans le futur des paramètres plus fins (salinité de l'eau de cuisson, âge de l'œuf, existence d'une poche d'air plus ou moins grande, etc.).

### Méthodes

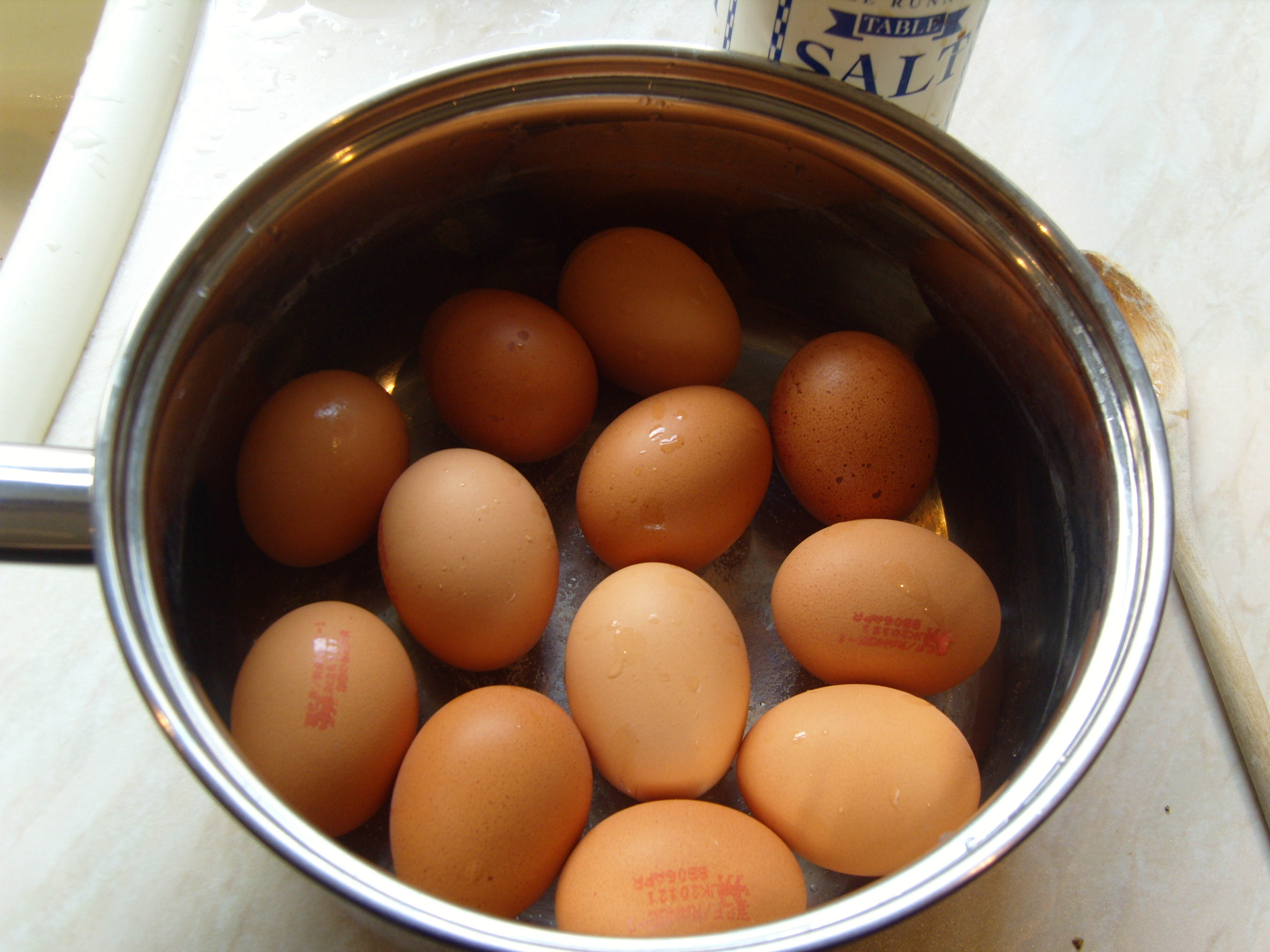
Un œuf qui flotte n'est pas un œuf frais, veiller à mettre beaucoup d'eau.

L'œuf entier, coquille percée, est mis à cuire dans un milieu caloporteur (eau, vapeur dans les cuiseurs d'œufs, cendre, chaux vive) ou dans un four classique ou micro-ondes.

#### Dans l'eau
« Chacun a sa manière de cuire les œufs à la coque, l'un les met dans l'eau froide, l'autre veut que l'eau bouille », écrivait Nicolas de Bonnefons (1679).
Dans l'eau, 3 méthodes de cuisson à l'eau sont décrites partant d'œufs à température ambiante : 
1. les plonger dans l'eau bouillante et maintenir l'ébullition 3 à 4 min (en comptant distinctement jusqu'à 200 selon Bonnefons) pour les obtenir de coque à mollet. Il s'agit de la méthode la plus généralement employée[43],[42]. E. de Pomiane note qu'il faut beaucoup d'eau bouillante car moins il y a d'eau, plus longue sera la durée de retour à ébullition, et le calcul du temps de cuisson sera faussé[44].
2. plonger les œufs dans l'eau bouillante, retirer la casserole du feu et laisser reposer sans le refroidir 10 min, ou comme dit Bonnefons, quand on peut en retirer les œufs sans se brûler la main (ils peuvent attendre dans l'eau tiède avant d'être mangés). Cette méthode donnerait le meilleur résultat car elle laisse toujours le blanc moelleux d'après Joseph Favre[3]. Philippe Derenne (2010) rappelle la méthode d'Audot : verser de l'eau bouillante sur les œufs, et 5 min plus tard, ils sont parfaits[26]. Augusta Moll-Weiss (1907) fait bouillir 1 l d'eau et à ce moment coupe le feu et ajoute un verre à Madère d'eau froide avant d'y mettre les œufs (3 à 4 min) et de couvrir[45]. Catherine de Bonnechère (1900) applique à mi-chemin : elle met les œufs quand l'eau bout, laisse bouillir 2 min, puis coupe le feu et les laisse 2 min encore[46].
3. plonger les œufs dans l'eau à température ambiante, porter le tout à ébullition et dès le premier bouillon (à 98 °C ) retirer les œufs[3],[42],[45]. Cette méthode est la meilleure pour le chef Heston Blumenthal qui met ses œufs dans l'eau froide, porte à ébullition à feu fort à couvert, puis retire la casserole du feu au premier bouillon pour y laisser les œufs 2 à 4 min casserole couverte[35]. L'œuf chauffe lentement en commençant avec de l'eau froide : le blanc ne devient pas caoutchouteux. En contrepartie, la cuisson est plus longue et plus délicate à contrôler. Ce contrôle est facile dans l'eau bouillante mais peut rapidement solidifier le banc[28].

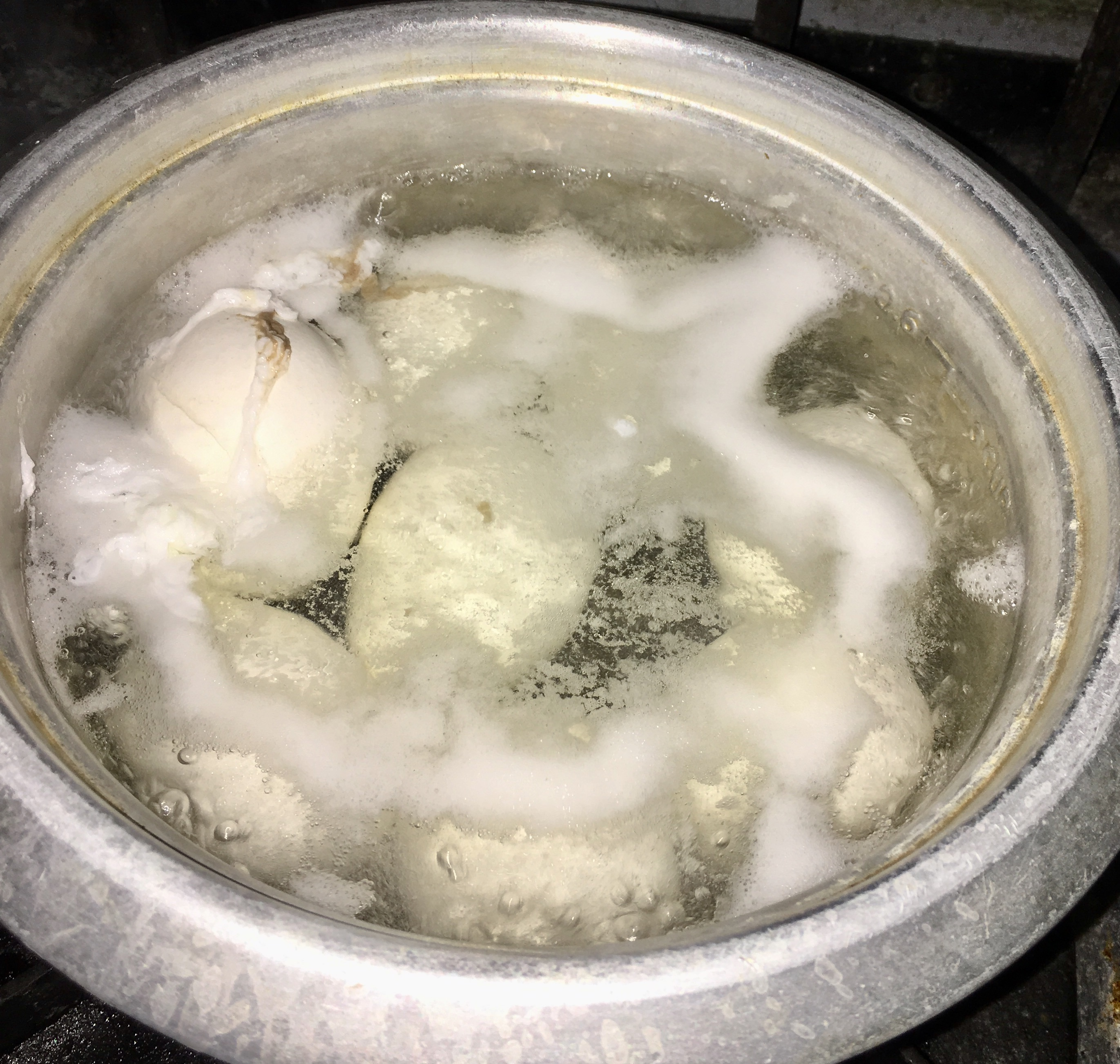
Le vinaigre ou le sel aideraient à prévenir les dégâts dus aux fêlures.

Henri Legrand recommande la cuisson avec la méthode 2 mais dans de l'eau salée à 10%. L'ajout de sel réduirait les conséquences d'une fêlure de la coquille, mais contrairement à ce qui est parfois dit, le sel ne change que très peu le point d'ébullition : moins de 2 °C pour une saturation de l'eau en sel. En revanche, le vinaigre ajouté à l'eau de cuisson permet effectivement de coaguler le blanc qui sortirait si la coquille était fêlée,.

#### À la vapeur, au four ou sous vide
La cuisson des œufs à la coque au four, ou dans un cuiseur d'œuf à thermostat et plage de température réglable permettent un réglage précis. La cuisson au four micro-ondes est possible avec un œufrier à micro-ondes mais il faut casser l'œuf, qui ne peut pas cuire dans sa coquille, ce qui ne donne donc pas un œuf à la coque au sens propre.
Les cuiseurs à œufs professionnels sont des machines à bac d'eau à thermostat réglable de 30 à 110 °C, où les œufs sont déposés avec des paniers de cuisson. De nombreux autres cuiseurs à œufs sont des cuiseurs vapeur à minuterie. La cuisson à la vapeur est comparable à l'eau bouillante mais ne casse pas les œufs. Jacques Manière pose les œufs sur le compartiment perforé du cuit vapeur et écrit : « 4 à 5 minutes, le blanc est pris, le jaune est chaud ». Il est l'inventeur de l'« œuf à la coque Céline » (du nom de Céline Vence, journaliste) : l'œuf est cuit à la vapeur 2 min, le chapeau coupé et l'œuf vidé du blanc encore pas cuit, qui est remplacé par du caviar ensuite flambé à la vodka.
La cuisson des œufs à la coque sous vide (ensachés sans air) dans une eau à 62,5 °C (limite de coagulation du blanc) pendant 35 à 45 min donne des œufs juste coagulés chauds, comparable aux œufs de source chaude . La cuisson dans un bol d'eau dans un four à 65 °C demande 60 à 120 min.

#### Débouillir les œufs à la coque
Deux chercheurs (2015) de l'University of California Irvine ont inventé un moyen de débouillir un œuf de poule. Boiled egg ne désigne pas pour eux un œuf à la coque mais un œuf dur. Ils partent d'œufs cuits 20 min à 90°C. La méthode consiste à reliquéfier le blanc d'œuf coagulé en l'agitant fortement (vortex) pour réassembler les chaines moléculaires. L'opération prend peu de temps. Cependant, gratter les tubes à essai pour récupérer le blanc recombiné est un long processus ; ils ne disent rien sur le jaune d'œuf. Hervé This est le premier à avoir "décuit" des œufs cuits, en 1996, dans une expérience qui visait à montrer l'importance des "ponts disulfure" entre les protéines.

## Service de l'œuf à la coque

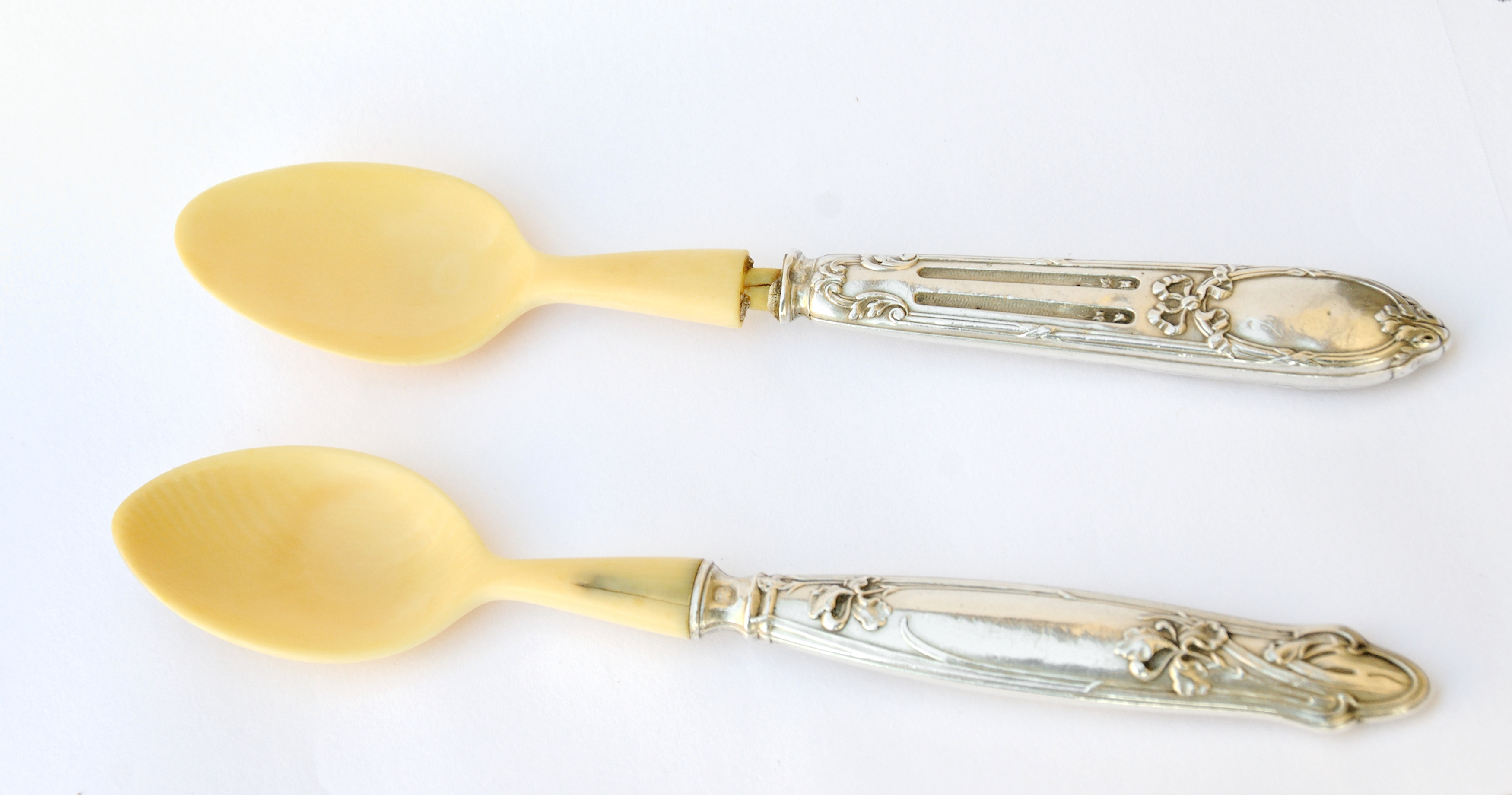
Cuillères d'ivoire pour œufs à la coque.

Une fois cuit, l'œuf à la coque est rapidement présenté chaud dans une serviette avec du sel, du pain et du beurre. On le pose sur un coquetier qui permet de le tenir stable. Le couvre-œuf, souvent en forme de poussin, tient l'œuf à la coque chaud sur le coquetier. Les coquetiers actuels sont prévus pour présenter l'œuf à la verticale (à la française), mais il existe aussi des coquetiers pour œuf horizontaux, dits à l'allemande.
L'œuf chaud, difficile à saisir, doit être ouvert (décalotté) proprement de façon à éviter que des morceaux de coquille ne tombent dedans.

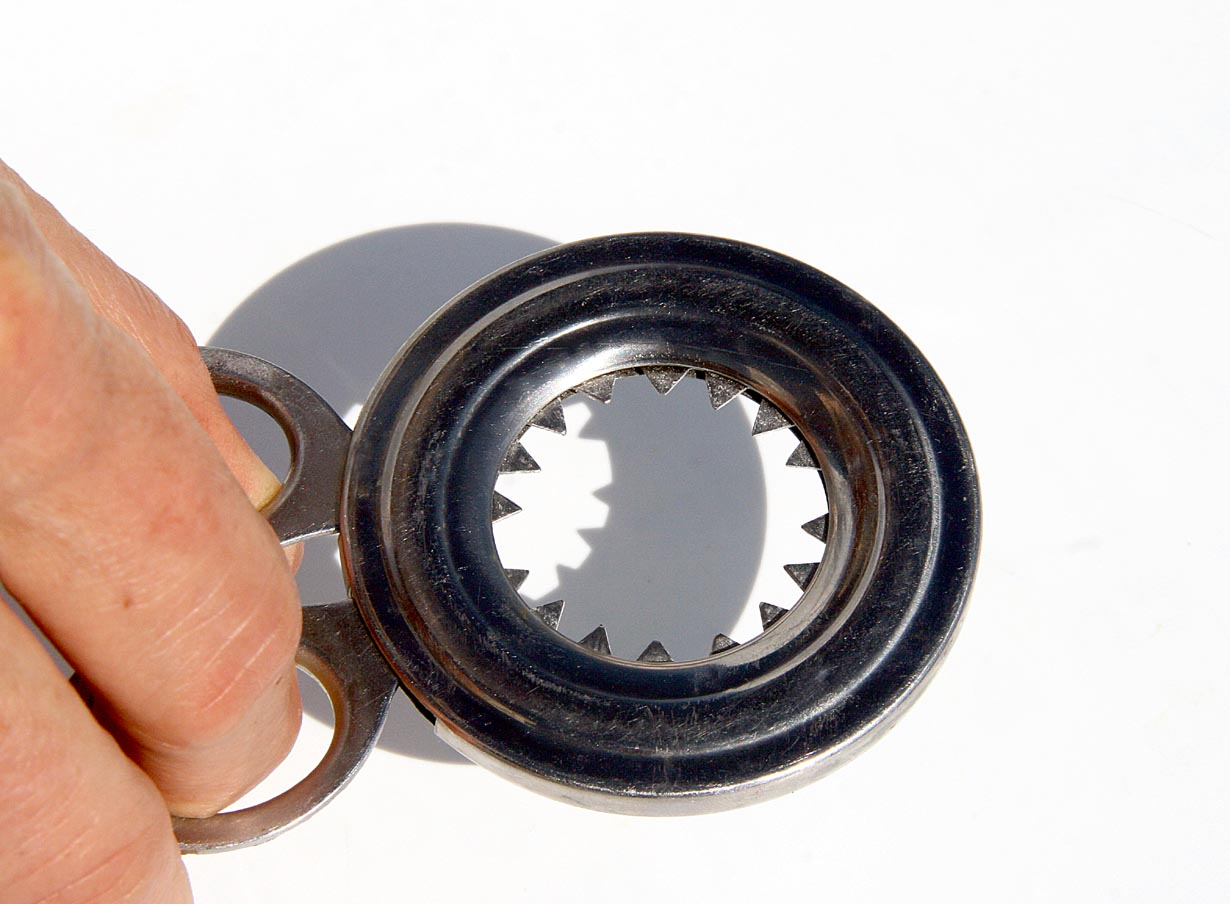
Ciseaux coupe œuf à la coque en inox.

Christofle publie en 1888 le brevet du ciseau coupe-œuf à la coque, pourvu de dents qui attaquent tangentiellement la coquille et coupent sans éclats ni écoulement de la matière albumineuse, ce qui laisse un œuf propre sans se salir les doigts. À la même époque on parle de décalotte-œuf. Les toqueurs à œufs (à masselotte ou à ressort) sont d'un maniement plus délicat. La partie détachée de l'œuf est le chapeau. Les manuels de savoir-vivre prescrivent qu'on brise l'œuf à la coque avec une cuillère, jamais avec un couteau.
Pour éviter la délicate question du décalottage des œufs à la coque, la cuisine du XIXe siècle a créé les cuiseurs à œufs (egg coddled). Ce sont des récipients en porcelaine ou en verre soit en forme d'œuf, soit en forme de ramequin haut, avec couvercle et système de fixation. Le cuiseur à œuf est beurré, on y casse l'œuf et la cuisson est faite non plus dans la coquille mais dans la porcelaine du cuiseur à œuf. Les cuiseurs à œufs sont devenus rares et recherchés par les collectionneurs.
Cette méthode permet de manger des œufs à la coque sans coquille, avec garniture et avec une ouverture large, confortable pour les mouillettes.

### Par quel bout ouvrir l'œuf?

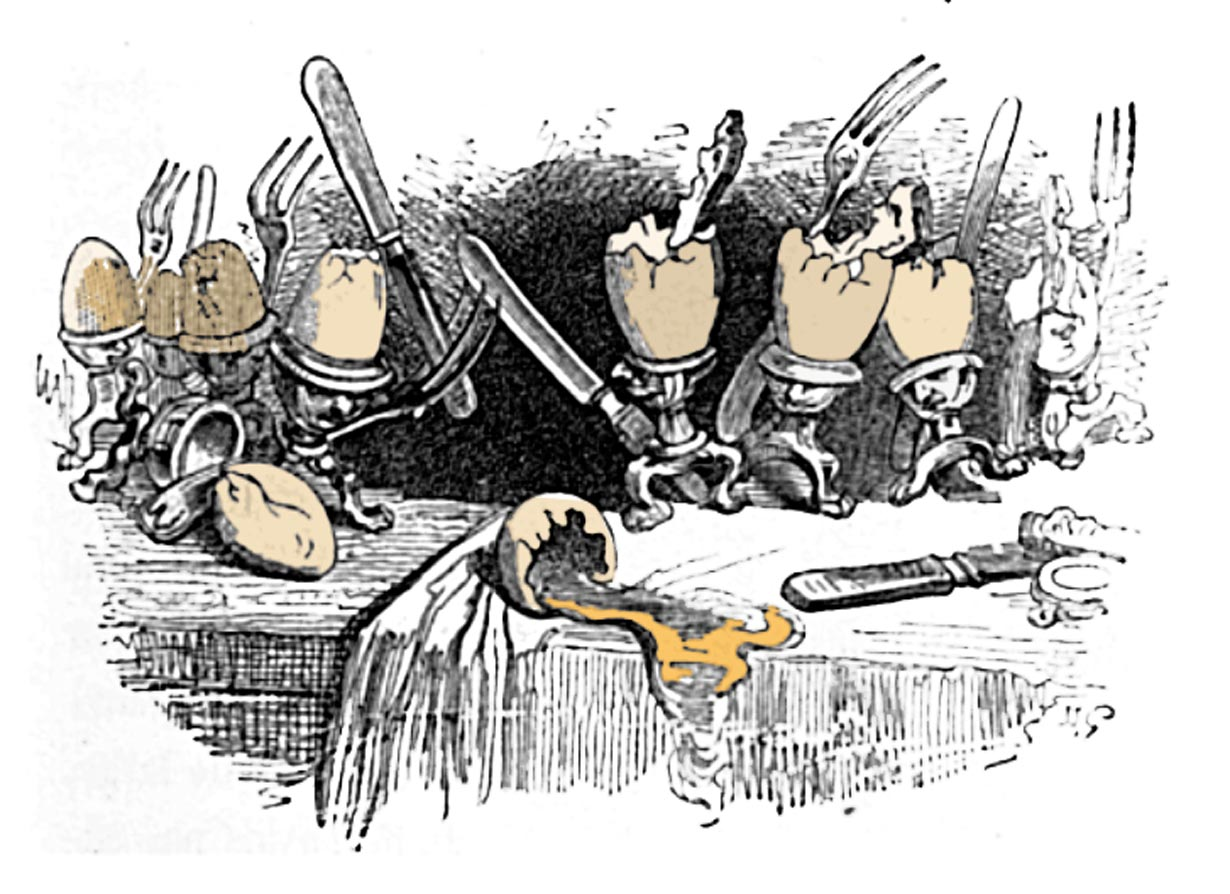
Guerre des petits-boutiens et gros-boutiens gravure de Grandville - Voyages de Gulliver.

Swift prétend que l'humanité est divisée en 2 groupes irréconciliables : les gros-boutiens et les petit-boutiens. Selon Le miroir des spectacles (1823) il y a bien rupture entre eux, et les partisans du petit bout sont ceux de l'ancien régime ; inversement, chez Swift, dans la guerre entre royaumes de Lilliput et Blefuscu, les gros-boutiens sont les anciens et les petits-boutiens les modernes,. À l'origine, on mangeait l'œuf à la coque par le gros bout ; c'est un édit impérial qui imposait de casser leurs œufs par le petit bout qui provoquera une révolte qui sera mortelle pour l'Empereur. Maurice Lelong O.P. rapporte que le roi au doigt coupé, partisan du gros bout, dont Swift a fait un empereur, était Henri VIII et les anglicans partisans du petit bout.
Olivier Cadiot (2016) pense que l'œuf est beaucoup plus stable quand le petit bout est dans le coquetier ; on le décalotte alors par le gros bout (il existe des coquetiers à 2 diamètres). C'est Gaston Derys qui en 1929 tranche le débat : « L'œuf est mis, la pointe en bas, sur le coquetier : les « petitboutistes » n'ont jamais existé que dans l'imagination de Jonathan Swift ».

### Cuillère et couteau spéciaux

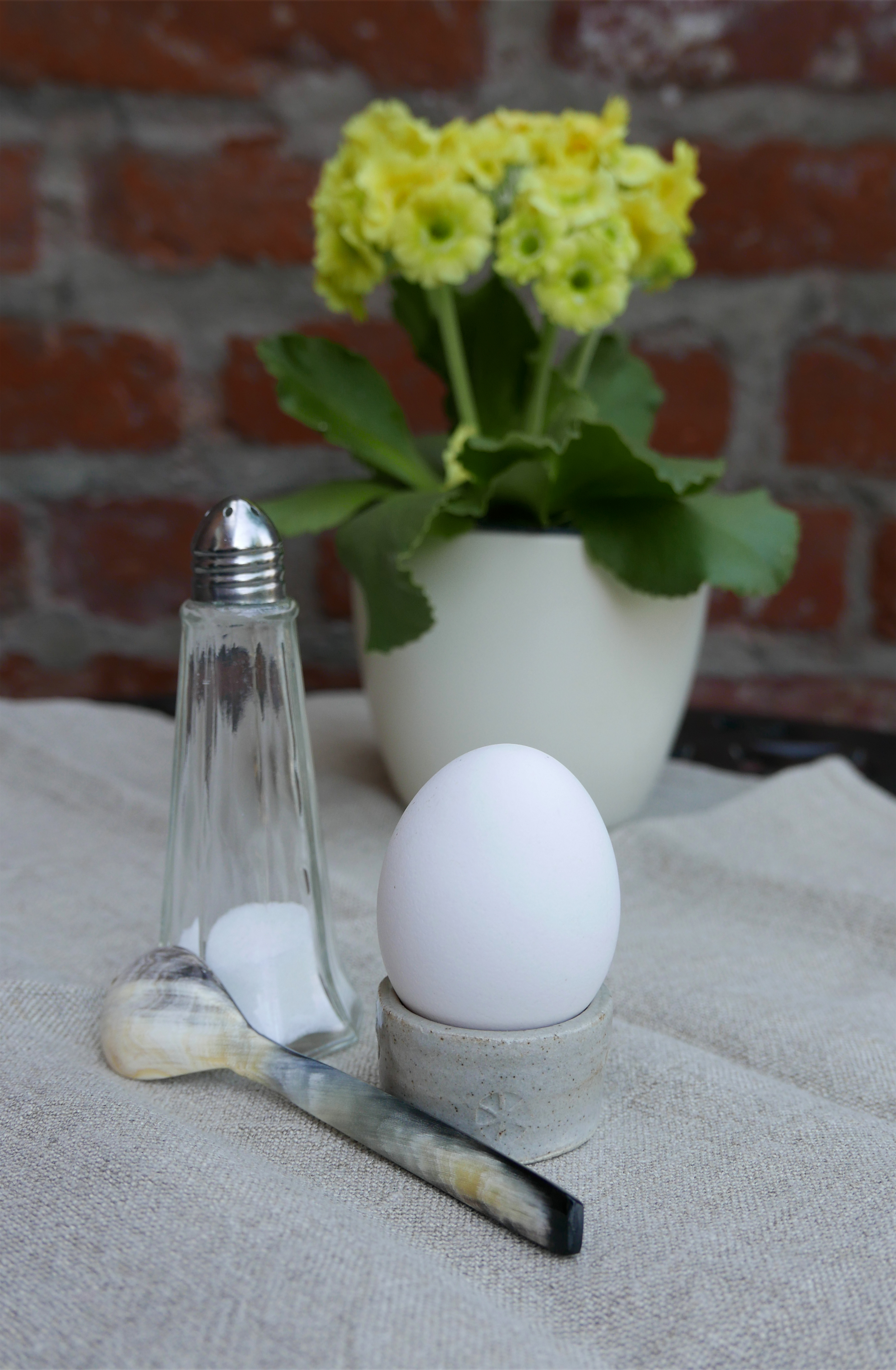
Cuillère à œufs à la coque en nacre.

Après décalottage, remué ou non, il se mange avec une cuillère à œuf et des mouillettes.
L'œuf cuit tache l'argent à cause de sa teneur en soufre ; il forme un sulfure d'argent qui noircit le métal. C'est pourquoi les cuillères à œufs à la coque sont faites en or, en vermeil, en corne, en os, en bois, en nacre, en porcelaine et surtout en inox ou en plastique. Il en existe une grande variété en Allemagne : Eierlöffel. Le couteau est en acier.

### Mouillette
Les mouillettes (dites apprêtes, mouillons, piquettes en patois normand, lichettes en Lorraine) sont des petites bandes de pain éventuellement grillées et/ou beurrées, qu'on trempe dans le jaune ou dans le blanc et le jaune mélangés. La mouillette frite (trempée dans du lait puis jetée un instant dans l'huile chaude) est réputée rester croquante trempée dans l'œuf . En Grande-Bretagne et en Australie, les mouillettes sont appelées des soldiers (soldats).
Héloïse Martel (2011) suggère de varier les mouillettes en les beurrant de beurre d'herbes, de beurre de crevettes... et Stéphane Reynaud écrit que « l'œuf est bon si la mouillette est bonne » et mentionne la mouillette-gressin enroulée de saumon fumé, la mouillette-baguette grillée frottée à la tomate et à l'ail, ainsi que la pain d'épice-Roquefort,. C'est du côté de la mouillette que les chefs contemporains innovent : Anne-Sophie Pic tartine ses mouillettes d'une pâte d'œufs mimosa, Diego Alary taille ses épaisses mouillettes dans un croque-monsieur ce qui suppose des gros œufs.
Les asperges à la Fontenelle sont des asperges vertes de petit diamètre qu'on trempe dans l'œuf à la coque en guise de mouillette (uova alla coque con asparagi),. Les fromages à pâte cuite, comme le Comté, permettent également de tailler des mouillettes.

### Sortir l'œuf de la coquille
Edouard de Pomiane (1924) écrit que la manière usuelle de manger l'œuf à la coque dans sa coquille n'est pas partagée par l'Espagne et l'Amérique latine : « chacun casse ses œufs, les vide dans un verre et les accommode avec du beurre, du sel et du piment, la mode française est plus esthétique », ajoute-t-il. Cette pratique n'est courante qu'avec des œufs cuits mollets, au blanc bien pris, ce qui permet de les éplucher (ou de les vider à la cuillère) et de les servir dans une assiette, chez les hispanophones le terme œufs pochés désigne aussi des œufs mollets cuit dans leur coquille,. Fernand Lamy (1905) rapporte un usage comparable (mais sans piment) dans l'agenais : « Quand on mange des œufs à la coque, le garçon les casse dans un verre et il y ajoute une forte quantité de beurre salé ».
C'est ainsi qu'on mange l'œuf à la coque cuit au blanc encore coulant dans les eaux de sources chaudes au Japon, cassé dans une soucoupe. Cette méthode de sortir l'œuf à la coque de la coquille s'utilise aussi quand la coquille est cassée, ou quand on n'a pas de coquetier, bien qu'il existe des solutions de substitution au coquetier : rond de serviette, emballage à œufs, etc.
Le Livre Guinness des records a inscrit, le 21 août 2012, le temps le plus court pour écaler un œuf à la coque non piqué : 2,66 sec (record inscrit par l'Italien Silvio Sabba à Stroumitsa).

### Sel

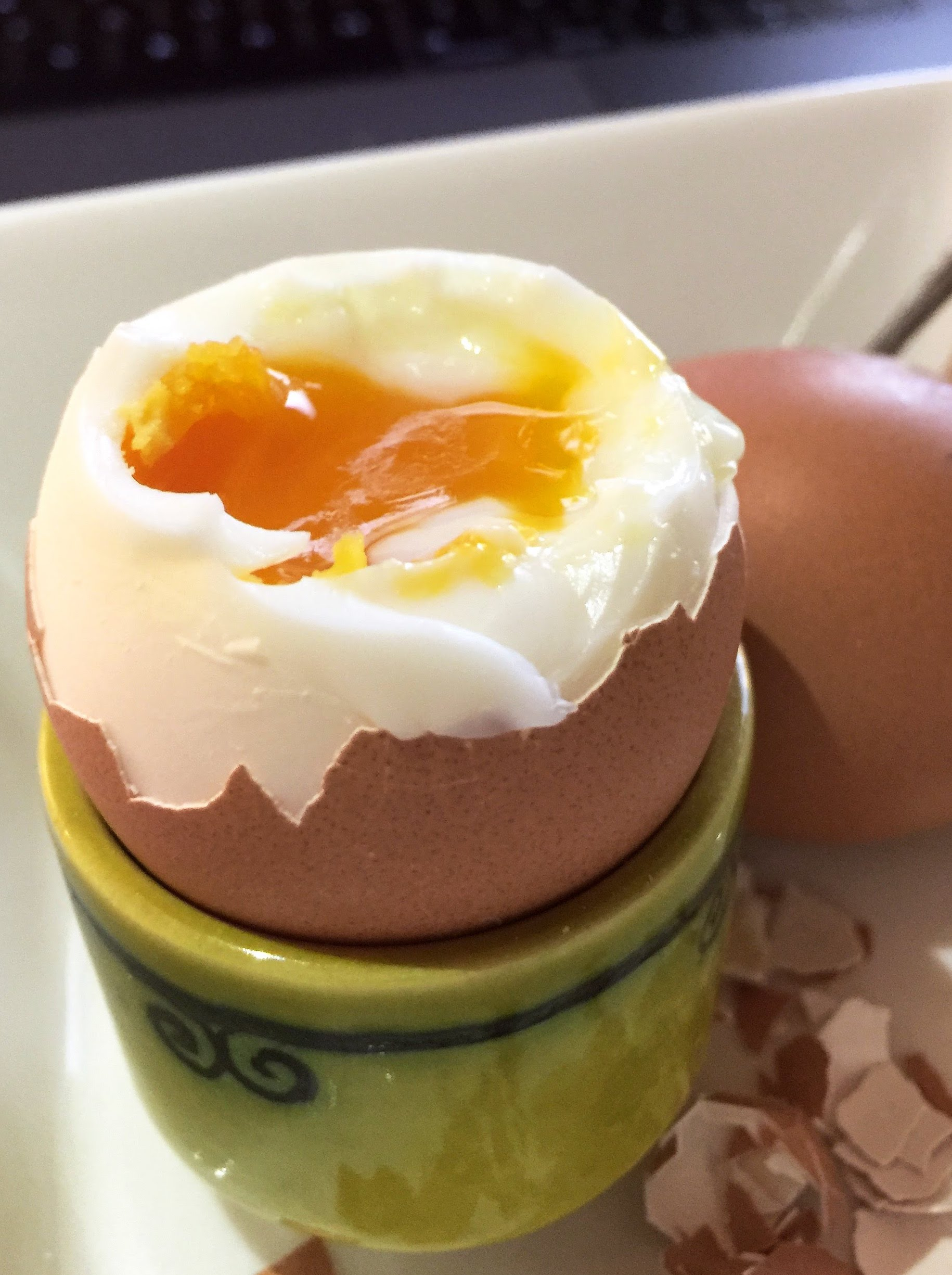
Œuf à la coque très mal décalotté.

La question selon laquelle il faut ou non mettre du sel fait l'objet d'un dialogue dans Ôtez votre fille, s'il vous plait d'Eugène Labiche et Marc Michel (1884) :

« Follebraise à part : Parbleu. Je gage que vous mettez du sel dans les œufs à la coque ?

Isabelle : Certainement. 

Follebraise : Alors, vous n'aimez pas les œufs à la coque !

Isabelle : Mais, je vous demande pardon... 

Follebraise s'impatientant : Moi aussi... du moment que vous y mettez du sel... vous aimez le sel... mais pas les œufs à la coque... pas les œufs à la coque ! 

Isabelle : Ah ! c'est un peu fort ! »

Le Monde illustré (1899) admet le doute entre salé ou non : « rien ne s'oppose à ce que l'on mette le sel dans l'œuf à la coque ». Si l'on en ajoute, il donne la bonne manière de le faire sans avoir à mélanger le sel au contenu de l'œuf : prendre du sel à chaque bouchée (« on n'a jamais employé d'autre méthode qui serait déplaisante à voir »). Edouard de Pomiane salait ses œufs avec du sel fin.
L'inventeur du coquetier calorifère (1847) rapporte cette pratique courante et délicate de mélanger le contenu de l'œuf pour le saler uniformément, et note que l'orifice fait dans l'œuf en le décalottant est assez étroit et tout juste pour y passer la mouillette. Une correspondante du Petit Troyen (1896) constatant qu'elle aussi mangeait son œuf à la coque trop salé d'un bout, trop fade de l'autre a trouvé la solution : le sel ne se dissout pas dans l'œuf à la coque, il faut ajouter une goutte d'eau pour le dissoudre afin qu'il se mélange (elle ne parle pas des condiments salés liquides) : « j'avais bien vu des anglaises mettre une goutte de thé dans leur œuf à la coque avant de saler - le procédé est souverain et simple ».

## Accompagnement
Les œufs à la coque sont rarement garnis ou aromatisés, hormis sel et beurre (éventuellement salé). E. de Pomiane écrit : « servez les œufs sous une serviette, accompagnez-les de coquilles de beurre dans des raviers, et avec un vin blanc bien sec dans les verres ». Jean-Louis Flandrin (citant Olaus Magnus) précise que le pain beurré des œufs à la coque est le plus souvent au « beurre frais de Hollande, jaune et fort gras ».
On les trouve truffés ou au céleri. Les fines herbes les plus fréquentes sont l'estragon, la ciboulette, le thym,, ainsi que souvent le poivre ou le poivre du Sichuan.

### Œufs à la coque truffés

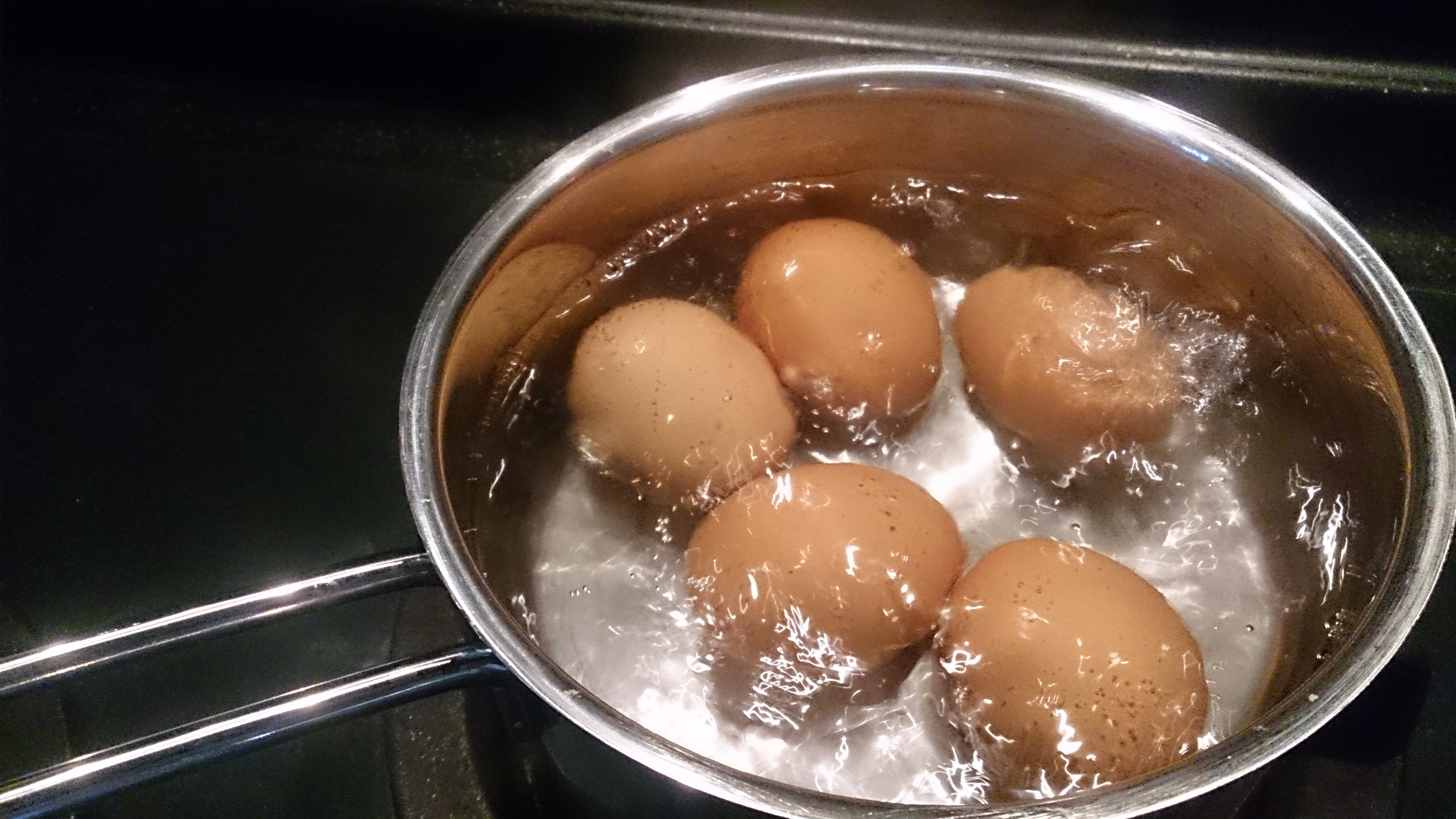
Ébullition d'un œuf à la coque.

Les œufs frais sont enfermés hermétiquement avec des truffes dans un bocal pendant 24 heures. On les cuits à la coque et on les mange comme de coutume. Il ne s'agit pas des Œufs coque à la purée de truffes de Henri Faugeron (où une purée de truffe crémée est mélangée à l'œuf à la coque). Le séjour des œufs frais dans un panier de thym ou de roses leur communique un agréable parfum de fleur, et il est déconseillé de les entreposer à côté d'oignons.

### Vin
Les œnologues tiennent pour hérétique de boire du vin avec des œufs. Pourtant Édouard de Pomiane boit un doigt de vin blanc. Le Guide des vins (Riesling), qui sert les œufs à la coque avec des œufs de saumon ou de truite saumon, recommande un vin blanc bien sec.

## Préparations asiatiques

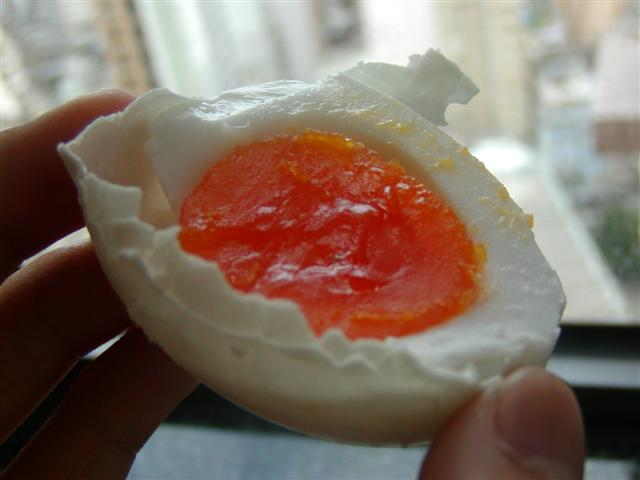
Œuf de cane en saumure.

### Œuf de cane salé
L'œuf de cane salé (chinois traditionnel : 鹹鴨蛋 ou 鹹蛋, chinois simplifié : 鹹蛋, xian et Dan, tagalog : in Itlog na Maalat) est une recette chinoise et du sud-est asiatique (en climat tropical). L'œuf de cane salé est un œuf cru de cane ou de poule qui passe 3 semaines immergé dans une saumure de sel saturée (à laquelle on ajoute parfois de la cendre) avant d'être cuit 30 min dans l'eau bouillante et mangé froids. L'œuf salé demande un temps de cuisson assez long. Comme ils sont très salés, il est possible de les dessaler dans l'eau pendant quelques semaines après la cuisson,,.

### Onsen tamagojaponais
Les 温泉卵 (onsen tamago) (œufs de source chaude ; de 卵 (tamago), « œuf » et 温泉 (onsen), « source chaude ») sont des œufs cuits 30 à 40 min dans les eaux de sources chaudes autour de 70 °C. Il existe de nombreuses adaptations à défaut de source chaude : 13 à 15 minutes dans l'eau bouillante feu coupé, ou au micro-ondes,. Le blanc reste laiteux et coulant, le jaune est crémeux (épais), pas totalement cuit. Ils sont servis écaillés dans un bol avec du dashi.

## Santé

### Sécurité
Les œufs peuvent être porteurs de la salmonelle, bactérie qui peut causer la salmonellose.
Selon l'American Egg Board (en), le CDC et la FDA, les œufs doivent toujours être cuits jusqu'à ce que le jaune soit ferme,,.

### Impact sur la santé
En 2019, Sophie Réhault-Godbert, Nicolas Guyot et Yves Nys (INRA, Université de Tours) ont publié une étude : L'œuf d'or, valeur nutritionnelle, bioactivités et avantages émergents pour la santé humaine. Elle présente la haute qualité nutritionnelle de l'œuf pour les adultes, les personnes âgées et les enfants, et les preuves que l'œuf contient de nombreux composés bioactifs encore inexplorés d'un grand intérêt pour la prévention des maladies. Les nutritionnistes restreignent quant à eux la consommation d'œufs pour limiter les maladies cardiovasculaires. Il reste qu'il n'y avait aucune preuve expérimentale, clinique et épidémiologique d'une corrélation entre le cholestérol alimentaire apporté par les œufs et une augmentation du cholestérol total plasmatique.
Une équipe chinoise (2021) a montré (sur des consommateurs volontaires de 2 œufs à la coque par jour) que la consommation d'œufs améliore la fonction du microbiote vasculaire et intestinal sans augmenter les marqueurs de stress inflammatoire, métabolique et oxydatif.

### L'œuf à la coque comme prédicteur de l'absorption gastro-intestinale et cérébrale de petites molécules
Une communication de l'Institut Suisse de Bioinformatique (2016) propose l'œuf à la coque comme modèle prédictif précis qui fonctionne en calculant la lipophilicité[Quoi ?] et la polarité de petites molécules : on anticipe la perméation cérébrale et intestinale à partir des deux descripteurs physicochimiques de diffusion de l'œuf à la coque. Les auteurs décrivent la méthode comme robuste, rapide, intuitive, facilement reproductible et statistiquement innovante pour prédire l'absorption gastro-intestinale et l'accès au cerveau de petites molécules et lui vient une utilité pour la découverte et le développement de médicaments.

## Galerie

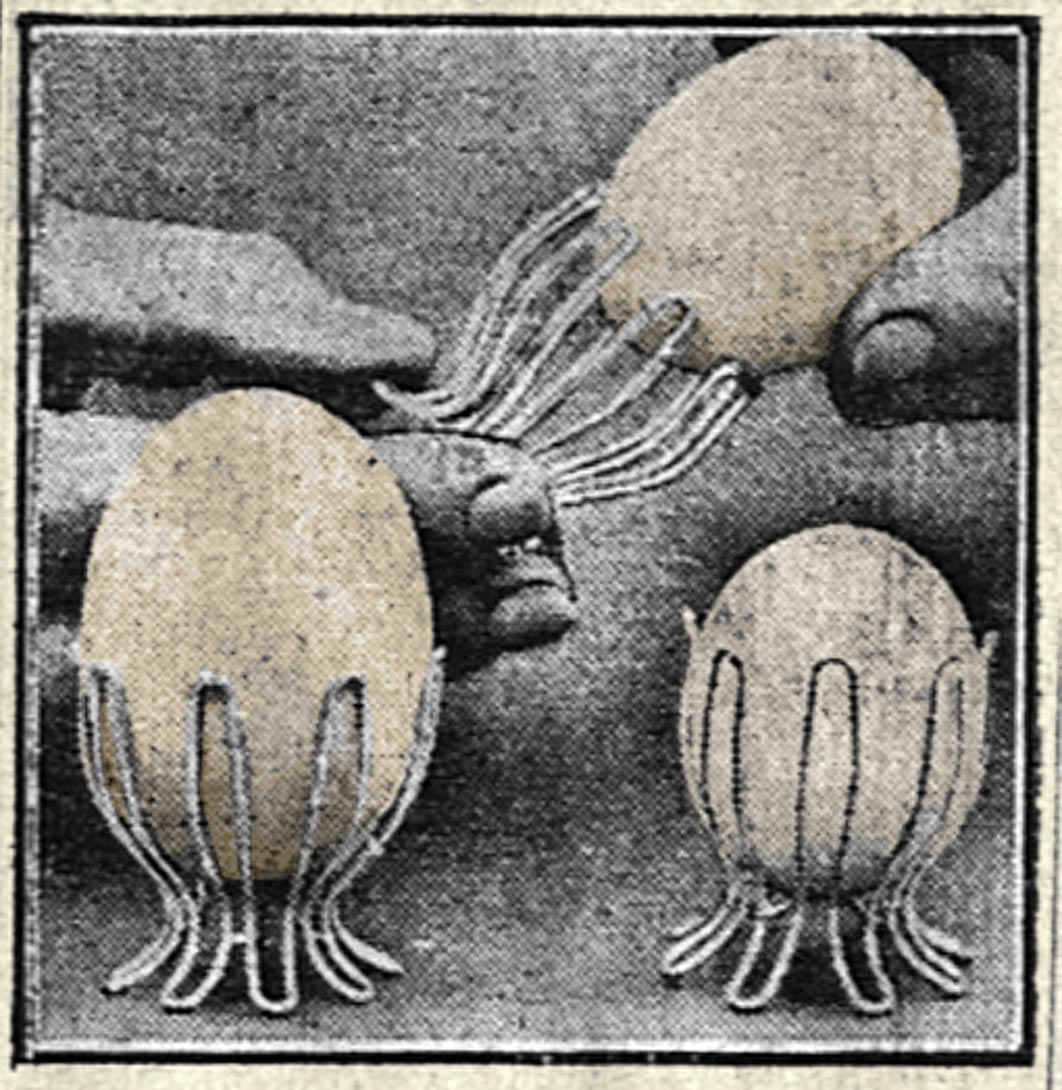
Coquetier adaptable qui permet de manger l'œuf à la coque par le gros ou le petit bout (1923)
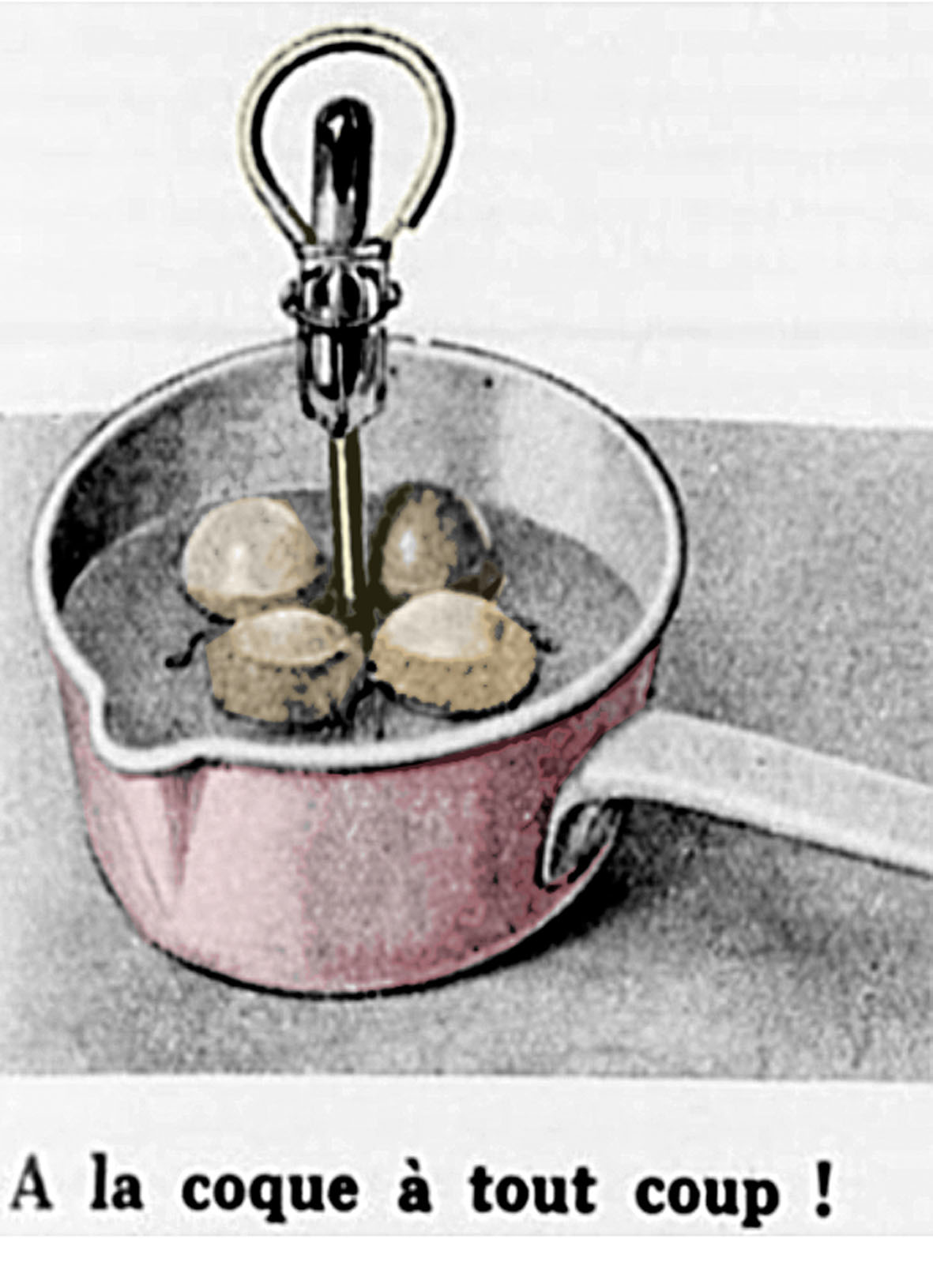
Sablier activant un mécanisme pour sortir les œufs à la coque de l'eau en fin de cuisson (1933)
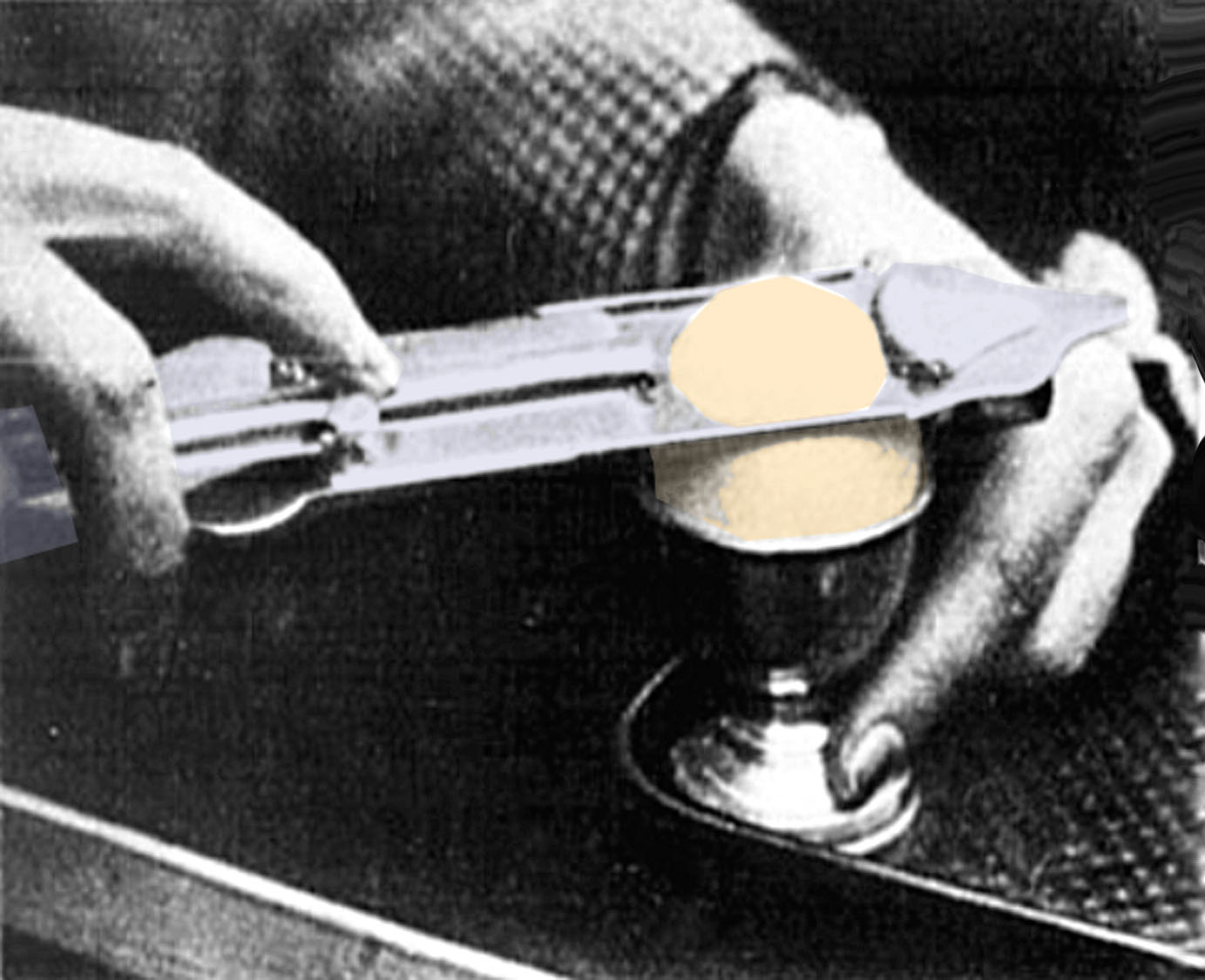
Guillotine à œufs à la coque coupe nette (1937) sans postérité
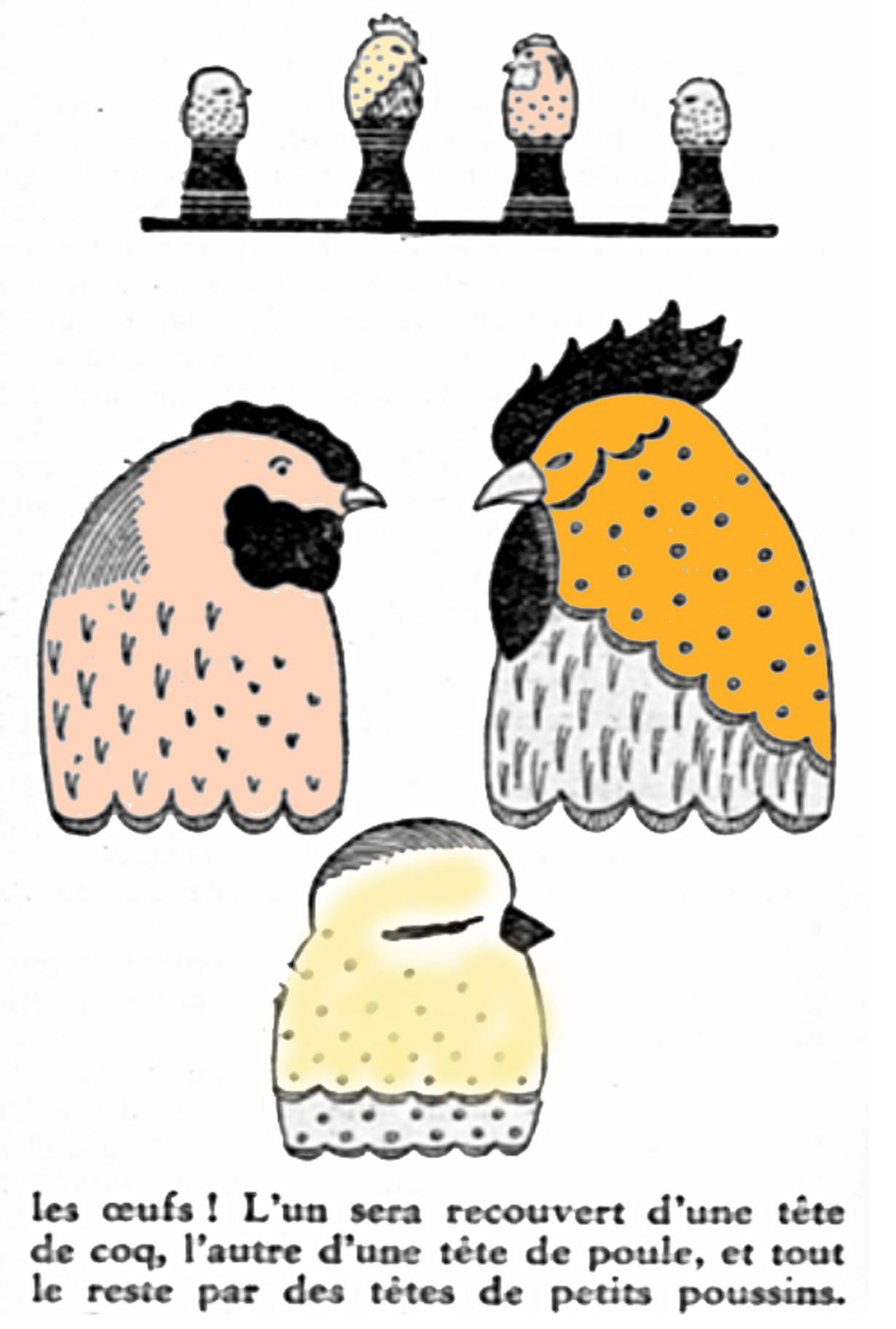
Le Petit Journal du 13 mai 1934 propose des modèles de Couvre-œufs-à-la-coque destinés à tenir l'œuf chaud sur le coquetier.
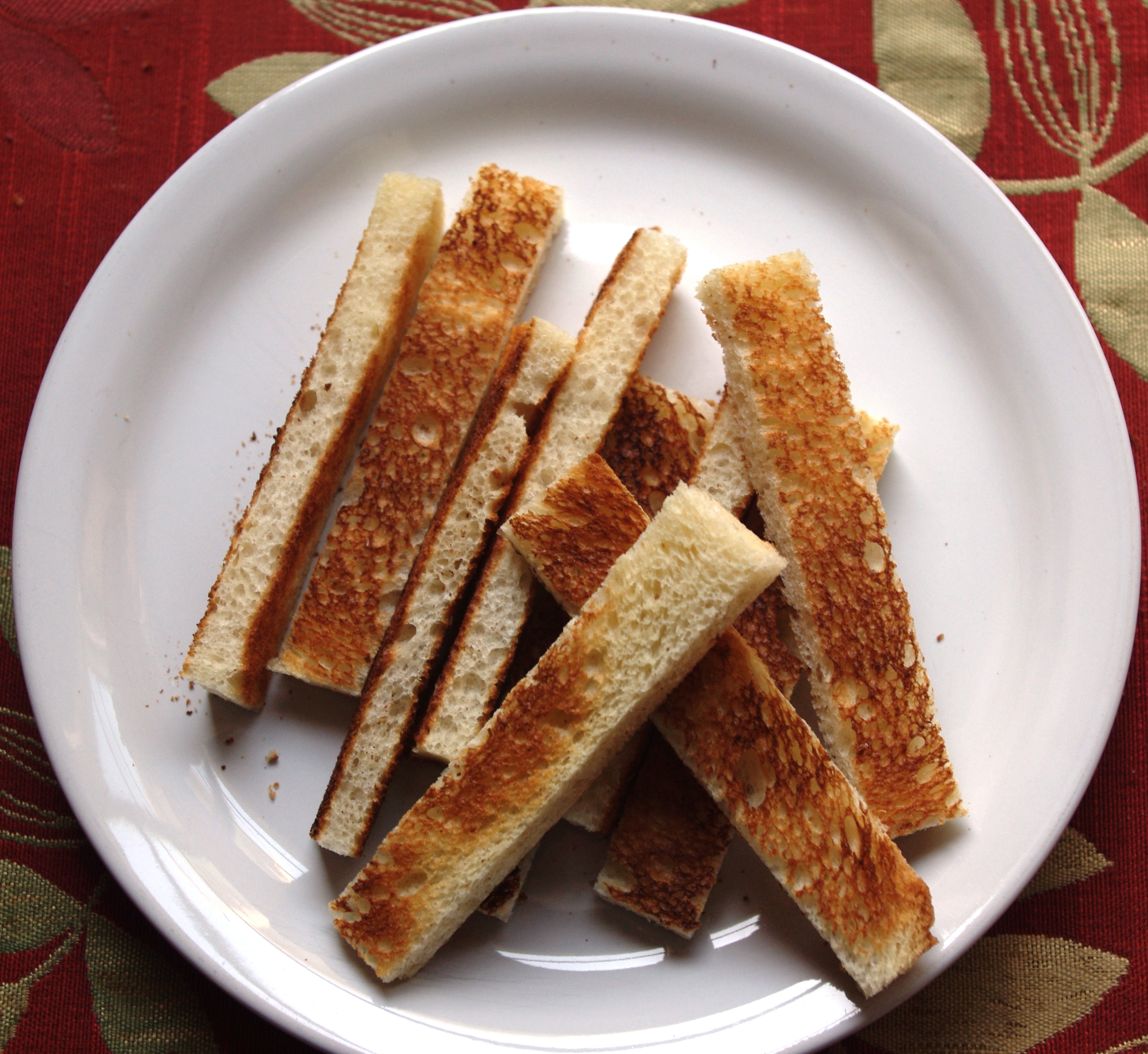
Le pain de mie grillé est utilisé pour les mouillettes.
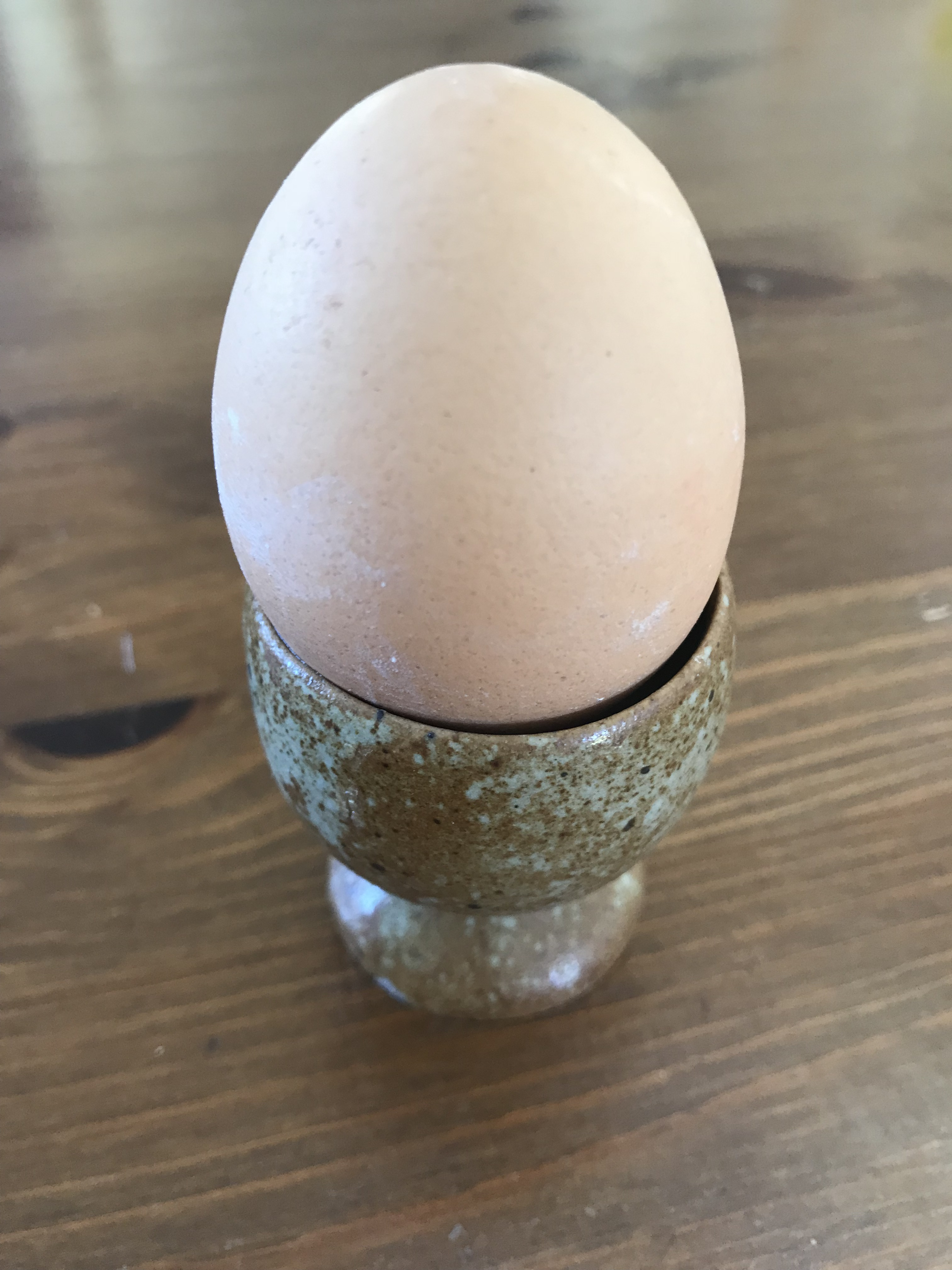
Œuf à la coque.
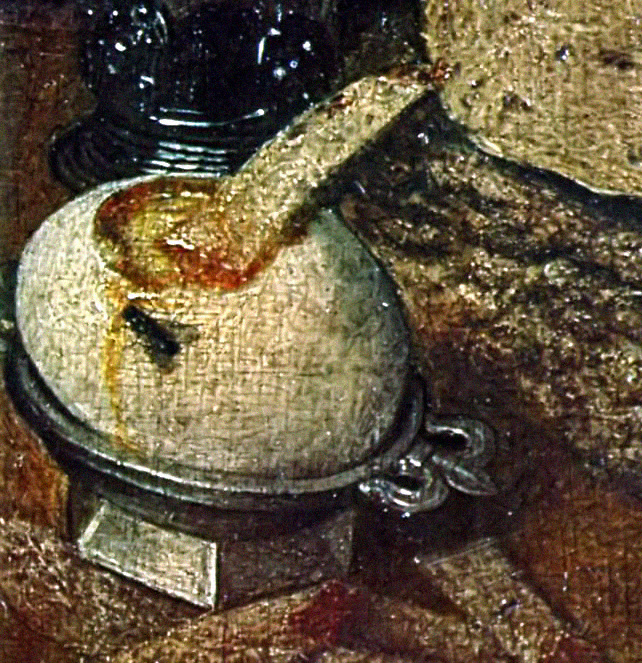
Coquetier avec œuf horizontal (1630) par Georg Flegel.
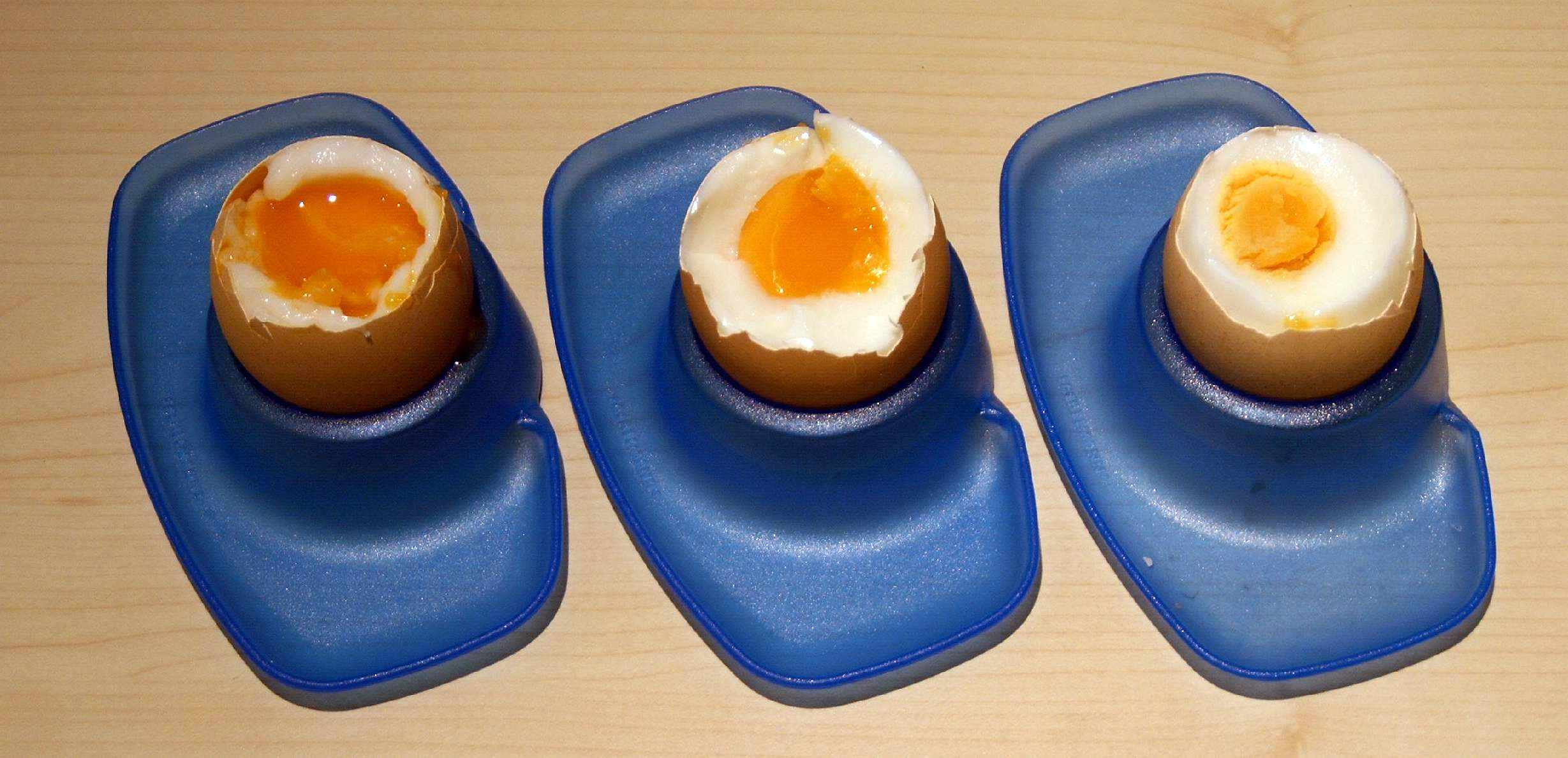
Trois cuissons de l'œuf : « coque », « mollet » et « dur ».
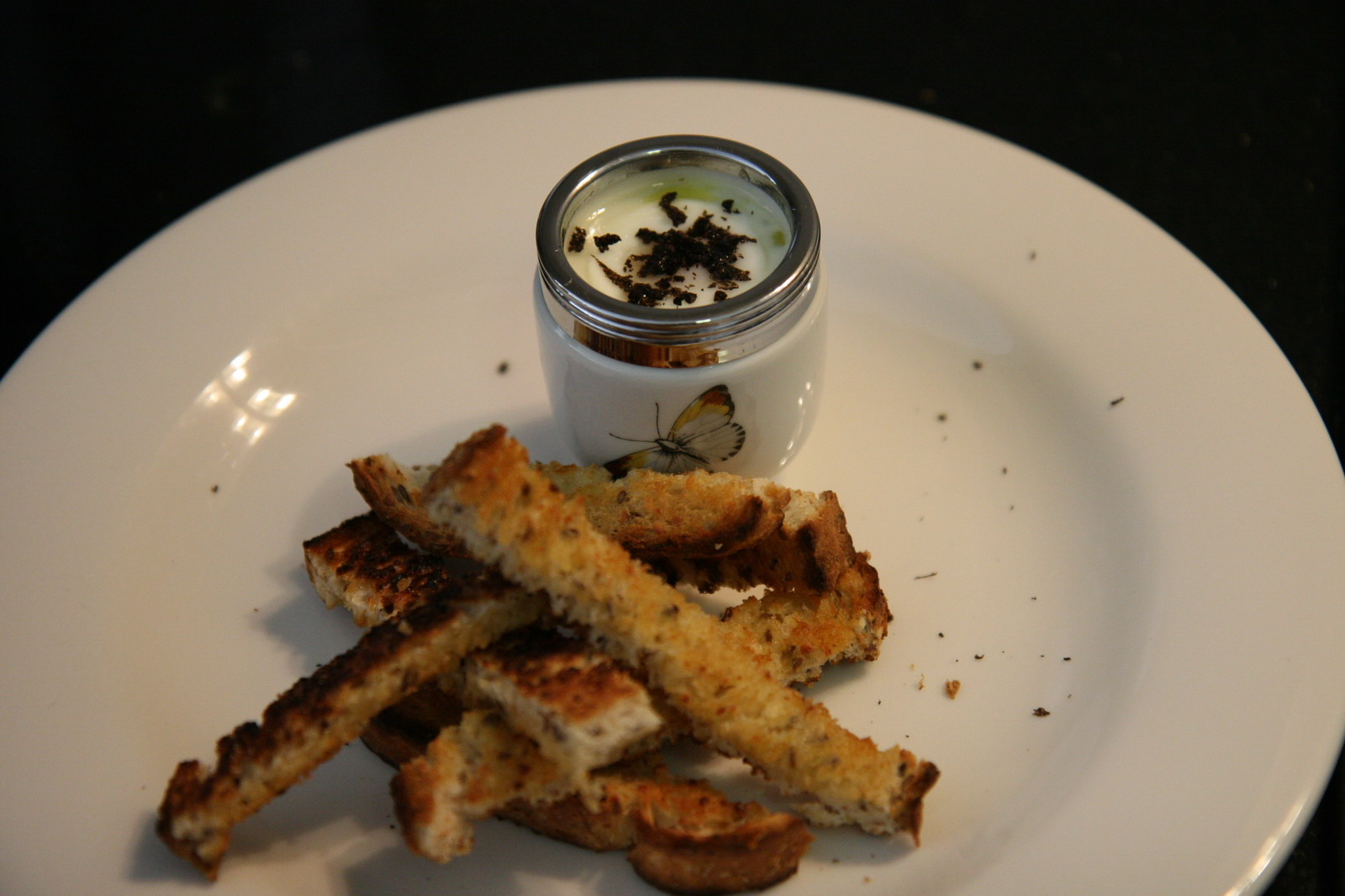
Le cuiseur à œuf supprime le problème du décalottage des œufs à la coque.
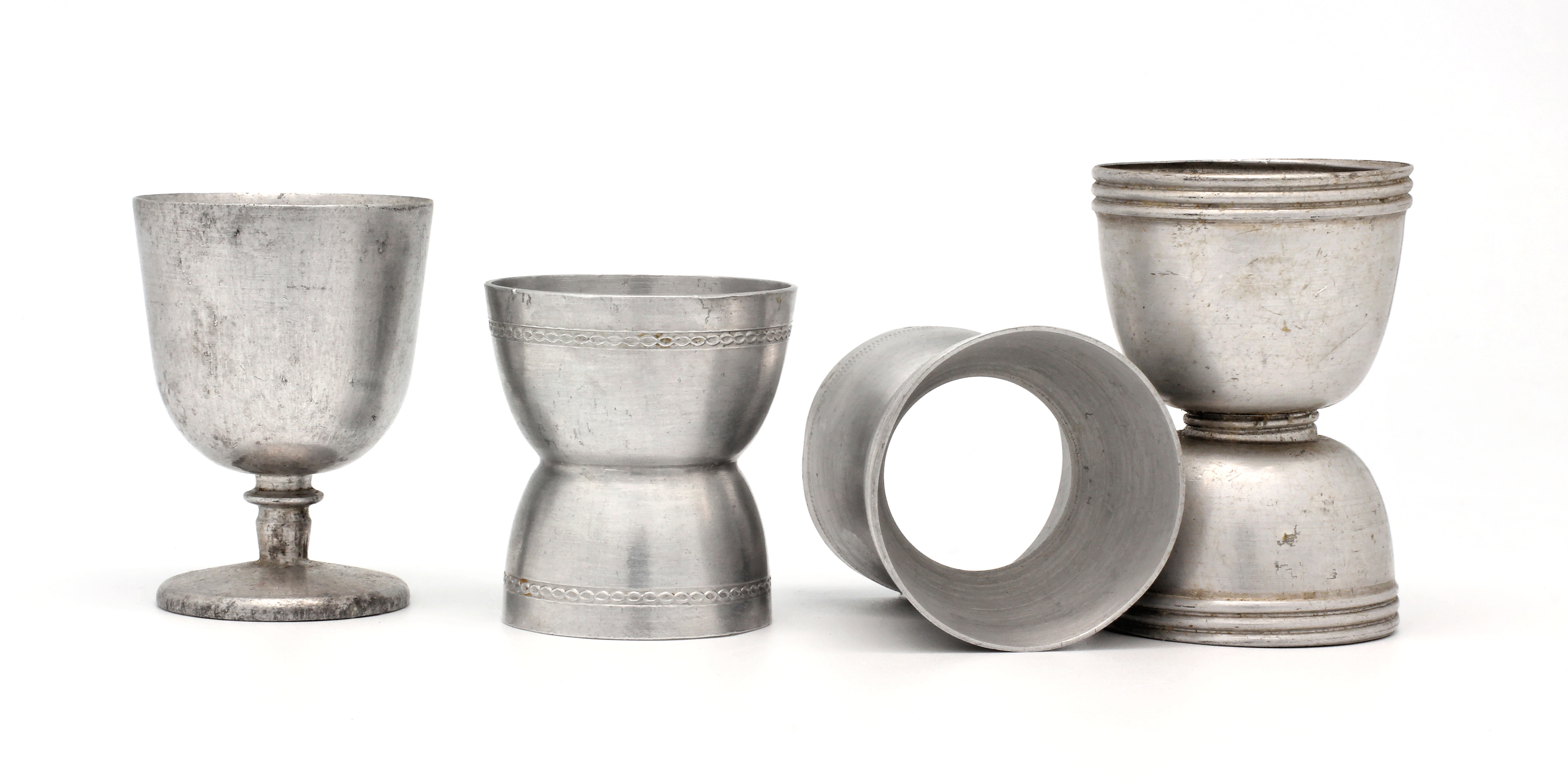
Coquetiers en aluminium, à droite coquetier à 2 diamètres : gros œuf, petit œuf.
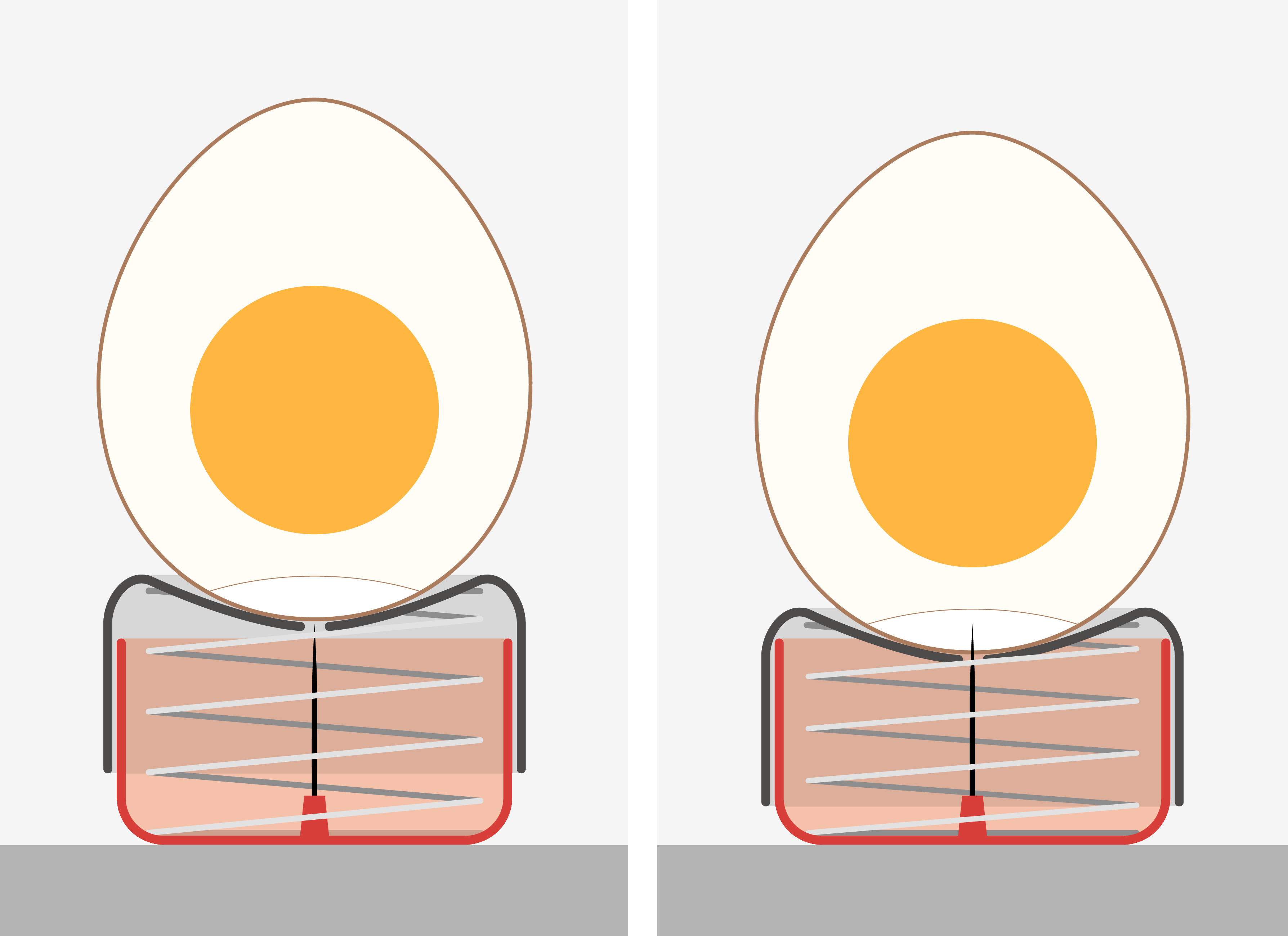
Le pique-œuf met la chambre à air en contact avec l'extérieur sans percer la membrane coquillière interne.
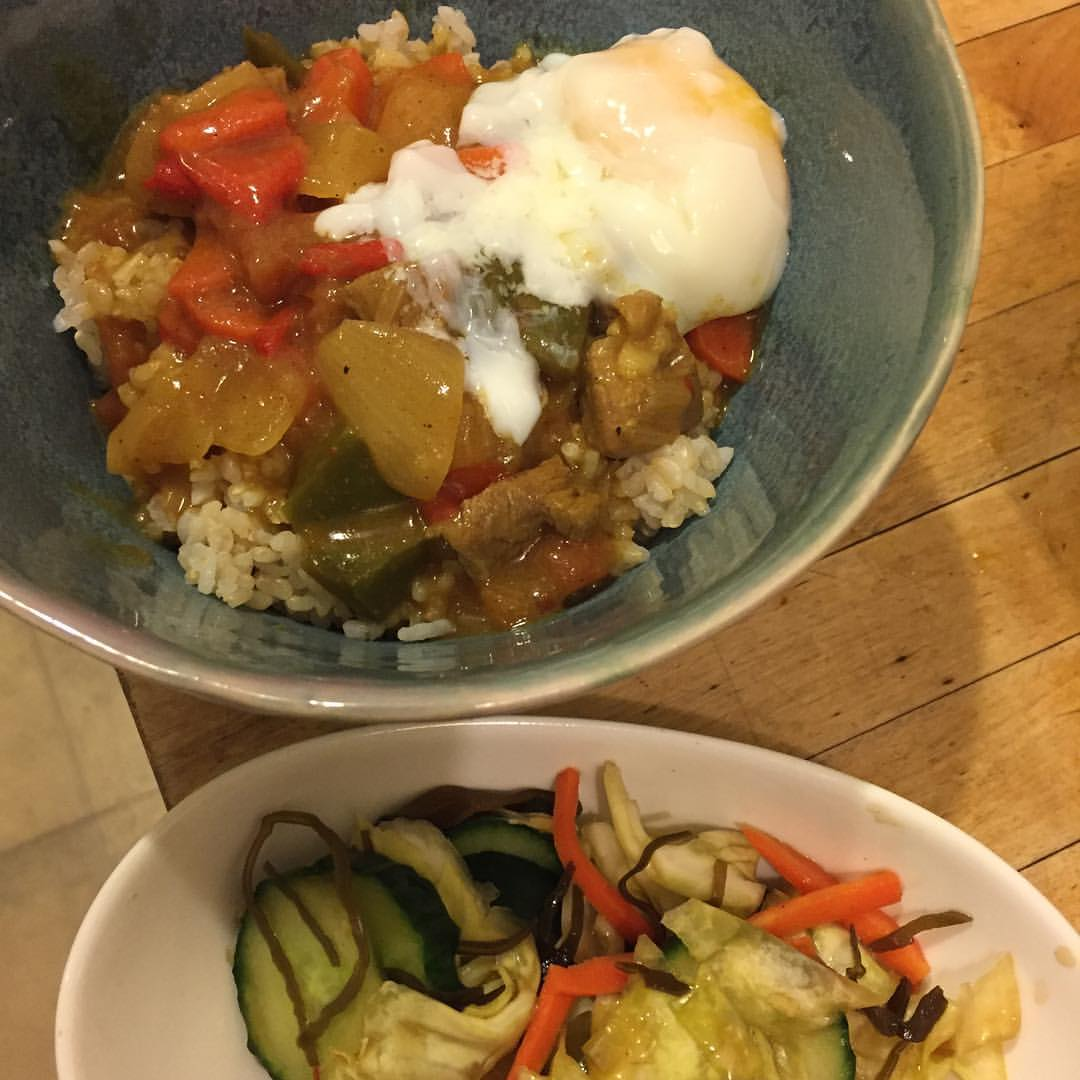
Œuf à la coque sans sa coquille sur un riz au légumes (Japon).
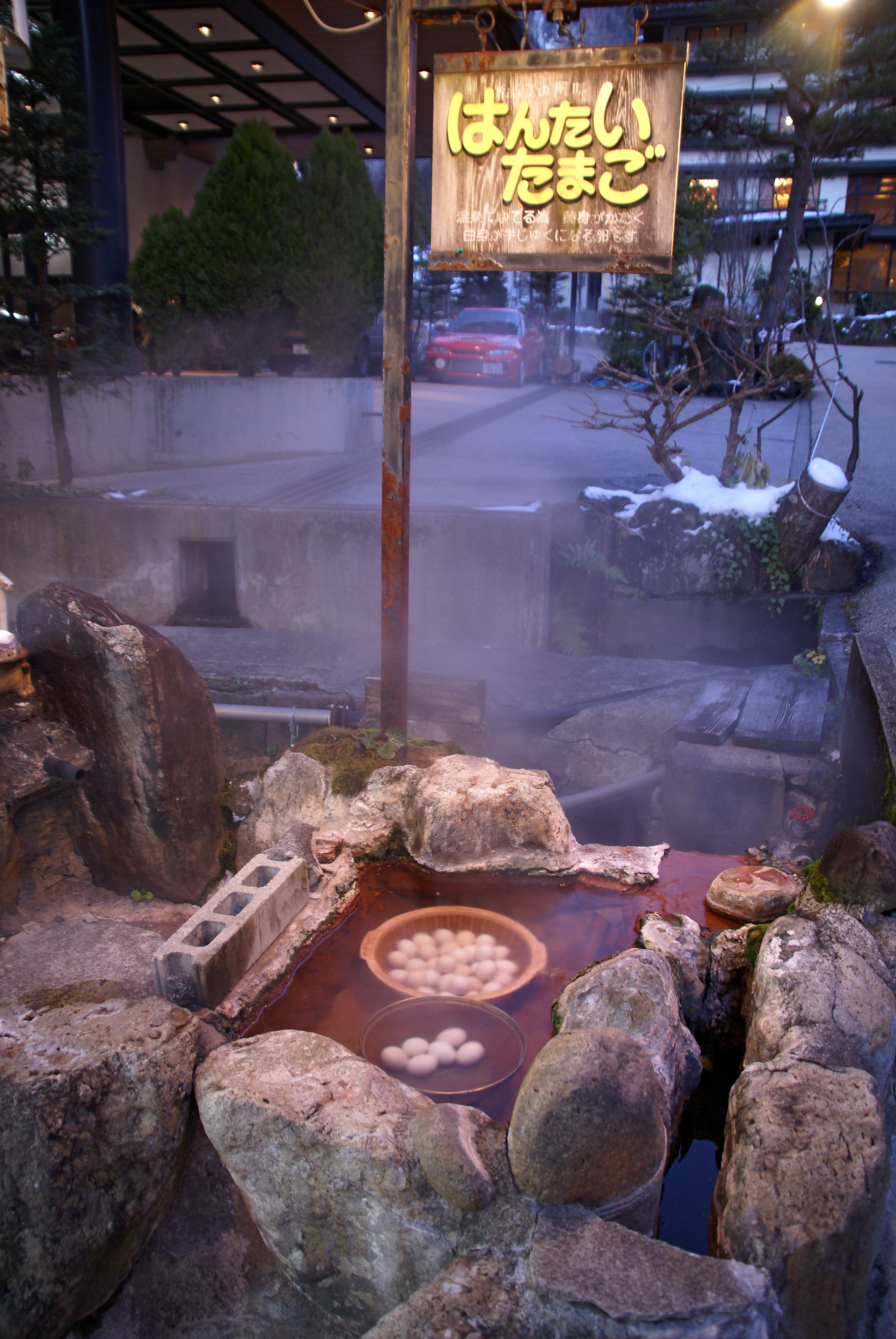
Cuisson des œufs dans la source chaude de Hirayu.

## Anthologie
- Voltaire dans L'homme aux quarante écus (1768) évoque[121]

« la querelle sérieuse que fut autrefois celle des Ursulines et des Annonciades, qui disputèrent à qui porterait plus longtemps des œufs à la coque entre les fesses sans les casser. On craignit un schisme »

- Lettre de Marcel Proust (août 1886) à sa grand-mère Mme Nathé Weil[122].

« Ma chère Grand’mère. Je suis en ce moment en proie à un sentiment très complexe et que j’ai un peu honte d’analyser[...] Ce matin (je prends au hasard et j’ai moins englouti que d’habitude) j’ai mangé un œuf à la coque, deux tranches de beefteack, cinq pommes de terre (entières), un pilon de poulet froid, une cuisse de poulet froid, trois fois des pommes cuites avec jus extraordinaire [...] Je t’en prie ne montre cette lettre à personne; on verrait que le mangeur insatiable et raffiné y prime ou au moins y compense le lettré délicat »

- Nicolas de Rabaudy (1977)[123].

« Il est plus difficile d'innover avec l'œuf à la coque qu'avec la mousse de bécasse »

- Lucie Delarue-Mardrus (dans Les Recettes des Belles Perdrix)[124]:

« Je ne sais cuire que les œufs

Et surtout s'ils sont à la coque,

Je les mets dans l'eau, puis m'en moque,

Et s'ils sont durs, eh bien! Tant mieux. »

- Dans Papy fait de la résistance, le maréchal (Reichsminister) Ludwig von Apfelstrudel, demi-frère d'Hitler (Jacques Villeret) explique comment faire une mouillette pour les œufs d'autruche à la coque avec un baguette ouverte en deux et beurrée (« sehr gut »). Le tournage de la séquence sur le site de l'INA

## Casser la coquille après avoir mangé l'œuf
- Jacques Robichez. Stendhal et l'œuf à la coque l'abbé Cosson, Littératures. 1984. À propos de l'éducation de Julien Sorel au séminaire de Besançon, Stendhal écrit[125] :

« Au séminaire, il est une façon de manger un œuf à la coque qui annonce les progrès faits dans la vie dévote... Le lecteur [ ] daignerait-il se souvenir de toutes les fautes que fit, en mangeant un œuf, l'abbé Delille invité à déjeuner chez une grande dame de la cour de Louis XVI. Il s'agissait de l'abbé Cosson à propos duquel Delille relève les détails de comportement qu'un honnête homme est obligé de savoir dans le monde :
- Que mangeâtes-vous ?

- Un œuf frais. 

- Et que fîtes-vous de la coquille ?

- Comme tout le monde, je la laissai au laquais qui me servait.

- Sans la casser ?

- Sans la casser.

- Eh bien ! mon cher, on ne mange jamais un œuf sans briser la coquille »

Maurice Lelong o.p. traite longuement de la question du cassage de la coquille de l'œuf à la coque une fois mangé dans La Célébration de l'œuf (1962). Il rapporte que Félix Dupanloup, évêque d'Orléans, écrasait légèrement la coquille de ses œufs après consommation, et qu'il « aurait été horrifié d'apprendre que cette superstition remonte aux pêcheurs de Cornouailles et de Bretagne » qui croyaient que les sorcières auraient pu « se servir de ces coquilles comme esquif pour porter maléfices aux bateaux perdus en mer » et qu'ils rendaient ainsi inutilisables.

### Poules nourries de farines protéiques
- B. Colas, F. Sauvageot, J.-P. Harscoat, B. Sauveur. Influence de la nature des protéines distribuées aux poules sur les caractéristiques sensorielles de l’œuf et la teneur en acides aminés libres du jaune. Annales de zootechnie, INRA/EDP Sciences, 1979.

La différence d'alimentation des poules se perçoit dans le jaune des œufs à la coque : « En ce qui concerne l’influence de la forme de présentation sur les caractéristiques sensorielles des œufs, les résultats obtenus montrent que la forme de présentation n’intervient pas pour le blanc, les différences entre échantillons sont observées aussi bien sur l’œuf cru que sur l’œuf à la coque; la forme de présentation intervient pour le jaune : seule la forme à la coque permet d’observer des différences entre échantillons ».
L’incorporation de 30 % de pois améliore les qualités sensorielles des œufs. Une tendance identique (mais non significative) est observée avec 15 % de féverole.

## Miscellanées
- La presse britannique a colporté des rumeurs à propos de Charles III qui exigerait toujours un œuf à la coque quand on lui sert un repas. Il serait pointilleux sur la cuisson, au point de s'en faire servir 7 - dont il ne mange que le plus parfaitement cuit - bouillis avec des temps de cuisson différents[127].